# Dhammakaya Cetiya
Wat Phra Dhammakaya (en tailandés : วัดพระธรรมกาย ) es un templo budista (wat) en el distrito de Khlong Luang, en la provincia periurbana de Pathum Thani, al norte de Bangkok, Tailandia. Fue fundado en 1970 por la maechi (monja) Chandra Khonnokyoong y Luang Por Dhammajayo, y es el templo más conocido y de más rápido crecimiento del Movimiento Dhammakaya. Este movimiento, también conocido como la tradición de meditación Dhammakaya (Vijja Dhammakaya), fue iniciado por el maestro de meditación Luang Pu Sodh Candasaro a principios del siglo XX.  El templo es parte de la fraternidad Mahanikaya, y está representado legalmente por la Fundación Dhammakaya. El templo enfatiza el renacimiento de los valores budistas tradicionales, pero lo hace a través de los métodos modernos y la tecnología, lo que ha llevado a la controversia y la respuesta del gobierno. A pesar de estas controversias, el templo ha seguido desempeñando un papel destacado en el budismo tailandés, y ha sido descrito como "la cara del budismo tailandés moderno" (Irons). El templo enfatiza la transformación personal, expresada a través de su lema "Paz mundial a través de la paz interior".
Inicialmente, el templo fue fundado como un centro de meditación, después de que Maechi Chandra y el monje recién ordenado Luang Por Dhammajayo ya no pudieron acomodar el creciente número de participantes en sus actividades en Wat Paknam Bhasicharoen. El centro se convirtió en un templo oficial en 1977. El templo creció exponencialmente durante la década de 1980, cuando los programas del templo se hicieron ampliamente conocidos entre la clase media urbana. Wat Phra Dhammakaya amplió su área y se comenzó la construcción de una enorme stupa (pagoda). Sin embargo, durante el período de la crisis financiera asiática, el templo fue objeto de críticas generalizadas por sus métodos y enseñanzas de recaudación de fondos, ya que Luang Por Dhammajayo fue acusado de malversación de fondos y removido de su cargo como abad. En 2006, los cargos fueron retirados y fue restaurado como abad. El templo creció aún más y se hizo conocido por sus muchos proyectos en educación, promoción de la ética y erudición. El templo también se volvió más aceptado como parte de la corriente principal de la Sangha tailandesa (comunidad monástica). Bajo la junta militar de 2014, el abad y el templo fueron puestos nuevamente bajo escrutinio y Luang Por Dhammajayo fue acusado de recibir dinero robado de un partidario y lavado de dinero. El templo ha sido referido como la única organización influyente en Tailandia que aún no ha sido sometida por la junta gobernante, que ha cerrado la mayoría de la oposición desde que tomó el poder. Los procesos judiciales contra el abad y el templo desde la década de 1990 han llevado a un gran debate sobre los procedimientos y el papel del Estado hacia la religión, un debate que se ha intensificado durante el cierre del templo en 2017 por la junta.
Wat Phra Dhammakaya enfatiza la cultura de hacer méritos a través de buenas acciones y la práctica de la meditación, así como una perspectiva ética de la vida. El templo promueve una comunidad de kalyanamittas ('buenos amigos') para lograr tal cultura. En sus comienzos, el templo enfatizaba principalmente la enseñanza de la meditación, luego se promovió el énfasis en la recaudación de fondos. Finalmente, el templo amplió sus actividades para incluir más participación en la sociedad. Aunque el templo enfatiza los valores budistas tradicionales, se utilizan métodos modernos de propagación, como una estación de televisión por satélite y una universidad a distancia, así como métodos modernos de gestión. En su gran complejo de templos, el templo alberga varios monumentos y monumentos conmemorativos, y en sus diseños de construcción los conceptos budistas tradicionales reciben formas modernas, ya que el templo pretende convertirse en un centro espiritual global. A partir de 2017, el número de seguidores se estimó en tres millones de personas en todo el mundo.

## Historia

### Años de fundación (1963-1978)
Después de la meditación, el maestro Luang Pu Sodh murió en 1959 y el maechi (monja) Chandra Koonnokyoong transmitió la tradición Dhammakaya a una nueva generación en Wat Paknam Bhasicharoen. Chaiyabun Sutthiphon, un estudiante universitario de la Universidad de Kasetsart, comenzó a visitar Wat Paknam en 1963, después de encontrarse con una revista sobre Maechi Chandra.
Chaiyabun alentó a sus compañeros estudiantes universitarios a unirse a las actividades en Wat Paknam, y la comunidad creció. Uno de estos estudiantes era Phadet Phongsawat (que se convertiría en vice-abad Luang Por Dattajivo). Chaiyabun fue ordenado como monje en 1969 y recibió el nombre de Phra Dhammajayo, luego enseñó meditación Dhammakaya junto con Maechi Chandra. Finalmente Wat Paknam no pudo acomodar a todos los estudiantes interesados en aprender meditación. Así, el 20 de febrero de 1970, Maechi Chandra, Phra Dhammajayo, Phra Dattajivo y sus estudiantes se mudaron a la parcela de 196-rai (313.600 m² o 77.5 acres) para fundar un nuevo centro de meditación.
Wat Phra Dhammakaya enfatizó desde su inicio en la orientación de jóvenes y adultos jóvenes, centrándose principalmente en el reclutamiento de estudiantes universitarios, como a través de su programa Dhammadayada. Debido a la gran cantidad de estudiantes que se unieron a las actividades del templo, que en la década de 1970 solían ser izquierdistas, durante un breve período Wat Phra Dhammakaya fue acusado de apoyar la insurgencia comunista en Tailandia y los levantamientos estudiantiles en la década de 1970.
En este período inicial, Maechi Chandra todavía tenía un papel importante en la recaudación de fondos y la toma de decisiones. Durante los años siguientes, esto se iría perdiendo gradualmente a medida que se hacía mayor, retirándose para hacerse cargo de la organización del templo.

### Crecimiento exponencial (1979-1996)
El templo ganó gran popularidad durante la década de 1980 (durante el boom económico de Asia).  Wat Phra Dhammakaya hizo hincapié en los valores de la prosperidad, la modernidad y el desarrollo personal, lo que lo hizo atractivo para la clase media, especialmente en tiempos de rápidos cambios culturales y sociales. Durante este período, el templo realizó cambios en el programa Dhammadayada para incluir la ordenación a corto plazo. Los participantes también destacaron en la ordenación de por vida, más que en la mayoría de los otros templos tailandeses.  En 1986, también se inició un programa paralelo de capacitación para mujeres.
A mediados de la década de 1980, el templo atraía a más de cincuenta mil personas en ceremonias importantes. El programa de ordenación Dhammadaya comenzó con sesenta participantes en 1979; en 1986, se unieron más de mil participantes. En 1990, el templo tenía 260 monjes, 214 samaneras (novatos que son menores de edad) y 441 empleados a tiempo completo.
El templo también comenzó a desarrollar una dimensión social en sus actividades, como la promoción de donaciones de sangre, la organización de programas de capacitación para el sector privado y público y la promoción de la erudición budista, como la producción de un CD con textos del Canon Pali en 1984, en cooperación con Pali Text Society, la Universidad Mahidol y la Universidad de California en Berkeley.

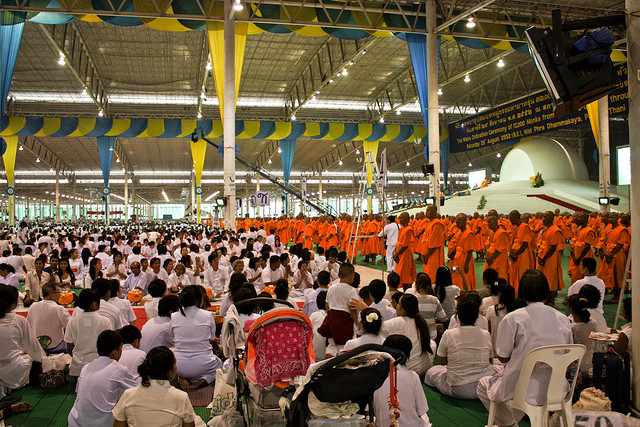
Ceremonia de ordenación para nuevos monjes en Wat Phra Dhammakaya

En 1986, la Fundación Dhammakaya se convirtió en una organización no gubernamental acreditada por las Naciones Unidas y comenzó a enviar delegaciones para participar en talleres sobre educación para la juventud y la paz. A partir de 2015, la fundación estaba en estado consultivo con el Consejo Económico y Social. La fundación comenzó a establecer muchas relaciones con organizaciones budistas fuera de Tailandia, como Fo Guang Shan en Taiwán y el Monasterio de los Diez Mil Budas en Hong Kong.
Wat Phra Dhammakaya comenzó a expandir los terrenos del templo significativamente a partir de 1984. (Ver § The World Dhammakaya Center, a continuación).
De 1992 en adelante, el templo comenzó a fundar sus primeros centros de sucursales en los Estados Unidos, Japón y Taiwán.

### Primer choque con el gobierno (1997–2000)
A finales de la década de 1990, Wat Phra Dhammakaya se hizo conocido por su moderna gestión e iconografía, y se hizo activo en el uso de los medios modernos y las relaciones públicas, a una escala que hasta entonces era desconocida en Tailandia. El templo incluso recibió un premio a las mejores estrategias de marketing de la Asociación de Marketing de Tailandia, a pesar de su prohibición anterior de llevar a cabo prácticas comerciales en el templo. En 1998, el templo comenzó a realizar programas de capacitación a gran escala, para laicos (13,824 participantes) laicas (140,000 participantes) y samaneras (13,842 participantes).
A raíz de la crisis financiera asiática de 1997, el templo recibió fuertes críticas tras la controversia sobre el milagro. La principal crítica fue que el templo estaba usando métodos de recaudación de fondos que no encajaban con el budismo y que se había vuelto demasiado capitalista. Aunque muchos de estos métodos y enseñanzas no eran exclusivos de Wat Phra Dhammakaya, la crítica llegó en un momento en que el templo se había vuelto muy notorio debido a su tamaño, sus seguidores de alto perfil, y debido al proyecto de construir el Dhammakaya Cetiya en aquel momento, que requirió muchos fondos. Todo esto ocurría en el contexto de la crisis financiera que enfrentaba Tailandia en ese momento.
Bajo la presión de protestas y críticas públicas, en enero de 1999 el Consejo Supremo de Sangha inició una investigación sobre el templo, dirigido por Luang Por Ñanavaro, Jefe de la Gran Región de Bangkok. Una de las acusaciones que investigó Luang Por Ñanavaro fue que Luang Por Dhammajayo había trasladado tierras donadas al templo a su propio nombre.  Wat Phra Dhammakaya negó esto, declarando que era la intención de los donantes entregar la tierra al abad y no al templo, y que era común y legal que los monjes tuvieran propiedades personales. Finalmente, el Consejo de Sangha declaró que Wat Phra Dhammakaya y Luang Por Dhammajayo no habían cometido ninguna ofensa seria contra la disciplina monástica (Vinaya) que fuera causa de expulsión (eliminación de monjes) sino que se dieron cuatro directivas para que el templo se mejorara a sí mismo: creación de una escuela de Abhidhamma, más enfoque en la meditación vipassana, y una estricta adherencia a las reglas del Vinaya y las regulaciones del Consejo de Sangha. A pesar de esto, el Departamento de Asuntos Religiosos acusó a Luang Por Dhammajayo de malversación y lo removió de su puesto como abad. Este período de intensa atención mediática tuvo efectos desastrosos en el templo, pero este continuó organizando proyectos, ceremonias y otros eventos. En 1999, el templo tenía trece centros fuera de Tailandia.
En 2000, Maechi Chandra Konnokyoong murió. El templo anunció que daría tiempo a aquellos que quisieran presentar sus respetos durante varios meses, después de lo cual los restos de Maechi Chandra serían incinerados.

### Actividades nacionales (2001–2006)
El periodo de 2001 a 2006 fue el periodo en el que Thaksin Shinawatra llegó al poder. Fue un período de mayor democratización y diversificación de la sociedad civil en Tailandia, ya que el parlamento tailandés se retiró de los asuntos religiosos. Durante este tiempo, el templo ya no estaba en los márgenes del paisaje religioso de Tailandia, sino que comenzó a integrarse dentro de la fraternidad Maha Nikaya. Fue el periodo en que el templo incineró a su maestro Maechi Chandra, y en el que comenzó a expandir sus actividades a escala nacional.
En la década de 2000, el templo comenzó a centrarse más en la promoción de un estilo de vida ético, utilizando los cinco y ocho preceptos como base.  Se alentó a las personas a dejar de beber y fumar a través de una campaña nacional. Este proyecto llevó a la Organización Mundial de la Salud (OMS) a entregar un premio del Día Mundial Sin Tabaco a Luang Por Dhammajayo el 31 de mayo de 2004. La campaña tuvo impacto nacional cuando el templo comenzó a organizar protestas contra la lista pública de la compañía Thai Beverage en la Bolsa de Tailandia. La compañía, una productora de bebidas alcohólicas, finalmente tuvo que recapitular y decidió hacer una lista en Singapur.
En este periodo, el templo comenzó su propio canal por satélite llamado Dhammakaya Media Channel (DMC), y una universidad que apoya el aprendizaje a distancia. El templo comenzó a usar este canal satélite para transmitir eventos en vivo a centros de sucursales, como meditaciones guiadas.
En 2004, Wat Phra Dhammakaya ocupó los titulares cuando ofreció ayuda a las víctimas del desastre del tsunami de 2004 en Tailandia, a través de la caridad y organizando servicios conmemorativos interconfesionales para las víctimas en Phang Nga y Phuket. El templo actuó como intermediario en la coordinación entre el gobierno y las ONG.

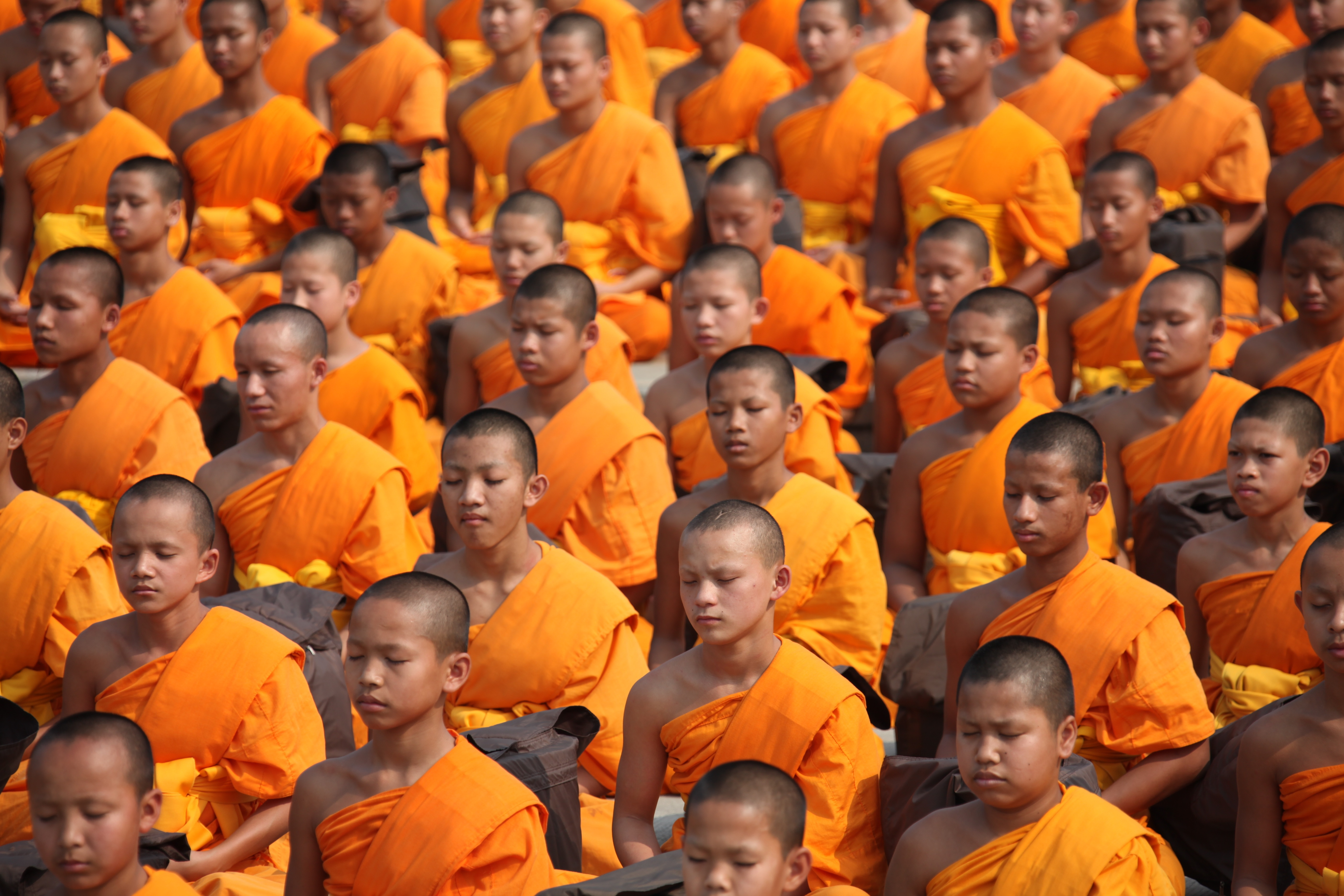
A partir de 2006, la comunidad que vivía en Wat Phra Dhammakaya contaba con más de mil monjes y samaneras.

En 2006, las demandas en curso terminaron cuando el fiscal general retiró los cargos contra Luang Por Dhammajayo. Este afirmó que Luang Por Dhammajayo había puesto toda la tierra a nombre del templo, que había corregido sus enseñanzas de acuerdo con el Tipitaka, y que continuar el caso podría crear división en la sociedad, y no sería propicio para el beneficio del público. La posición de Luang Por Dhammajayo como abad fue restaurada posteriormente.
Cuando el primer ministro Thaksin estaba en el poder, a menudo se acusaba al templo de tener vínculos estrechos con él, lo que influía en sus políticas, algo que el templo niega. Aunque el templo usó métodos similares a los de Thaksin para obtener apoyo, la conexión política con los Camisas Rojas que lo apoyan no fue evidente. Al menos un líder de la camisa roja ha declarado que no hay ningún vínculo, y algunos de los principales partidarios del templo fueron conocidos públicamente como miembros del grupo de presión política Yellow Shirts, que se oponía firmemente al Primer Ministro Thaksin. El antropólogo Jim Taylor cree que la participación del templo en las agendas políticas fue más intensa en el período inicial, pero después de eso se redujo, y en 2017 describió al templo como "estoicamente neutral desde el punto de vista político, distante"..  En cuanto a los portavoces del templo, en una encuesta ampliamente citada de opinión política entre monásticos tailandeses, el templo declaró que no eligieron ningún lado político. No estaban de acuerdo con el golpe de Estado como una solución política, sin embargo, en lugar de una solución pacífica.
A partir de 2006, la comunidad que vivía en Wat Phra Dhammakaya contaba con más de mil monjes y samaneras, y cientos de laicos. Aparte de eso, el templo también tenía dos mil voluntarios para ayudar en las ceremonias. Sin embargo, al igual que la mayoría de los templos tailandeses, el templo no tenía un sentido formal de membresía, las congregaciones los domingos y las principales fiestas religiosas, como Kathina o Magha Puja, se estimaban en más de cien mil personas.  En todo el mundo, el seguimiento del templo se estimó en un millón de practicantes en aquel momento.

### Compromiso público más amplio (2007-2013)
Desde 2008 en adelante, el templo extendió sus actividades juveniles para incluir un curso de capacitación en la práctica budista conocido como V-star, y un día nacional anual de actividades budistas. En el curso de V-star, se animó a los niños a observar diez prácticas diarias, entre las cuales se respetan a sus padres y se cantan textos budistas antes de dormir. Los estudiantes también fueron animados a dirigir las ceremonias de Kathina en los templos locales. A partir de 2014, cinco mil escuelas se unieron al programa.

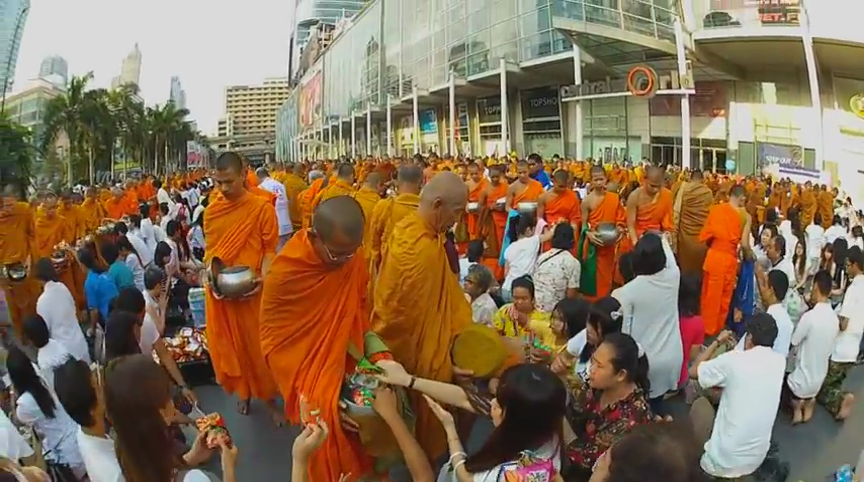
El templo también comenzó a organizar grandes donaciones de limosnas en todo el país, incluso en sitios importantes de Bangkok, como el centro comercial Central World.

Durante este periodo, Wat Phra Dhammakaya comenzó a invertir más recursos en su propia educación y erudición. En 2009, Wat Phra Dhammakaya tuvo el mayor número de graduados Pali (idioma del canon Theravada budista) en el área central de Tailandia. El templo ha sido continuamente considerado como uno de los cinco más altos del país en los estudios Pali. En 2010, Wat Phra Dhammakaya comenzó el Proyecto Dhammachai Tipitaka, que proporciona instalaciones y tecnología para académicos de todo el mundo para trabajar juntos recolectando manuscritos antiguos, principalmente de Myanmar, Sri Lanka y Tailandia, para hacer una edición crítica del Canon Pali, las escrituras budistas Theravada. Se esperaba que la versión digital del Tipitaka se completara en 2028, pero la primera parte se publicó en 2015.

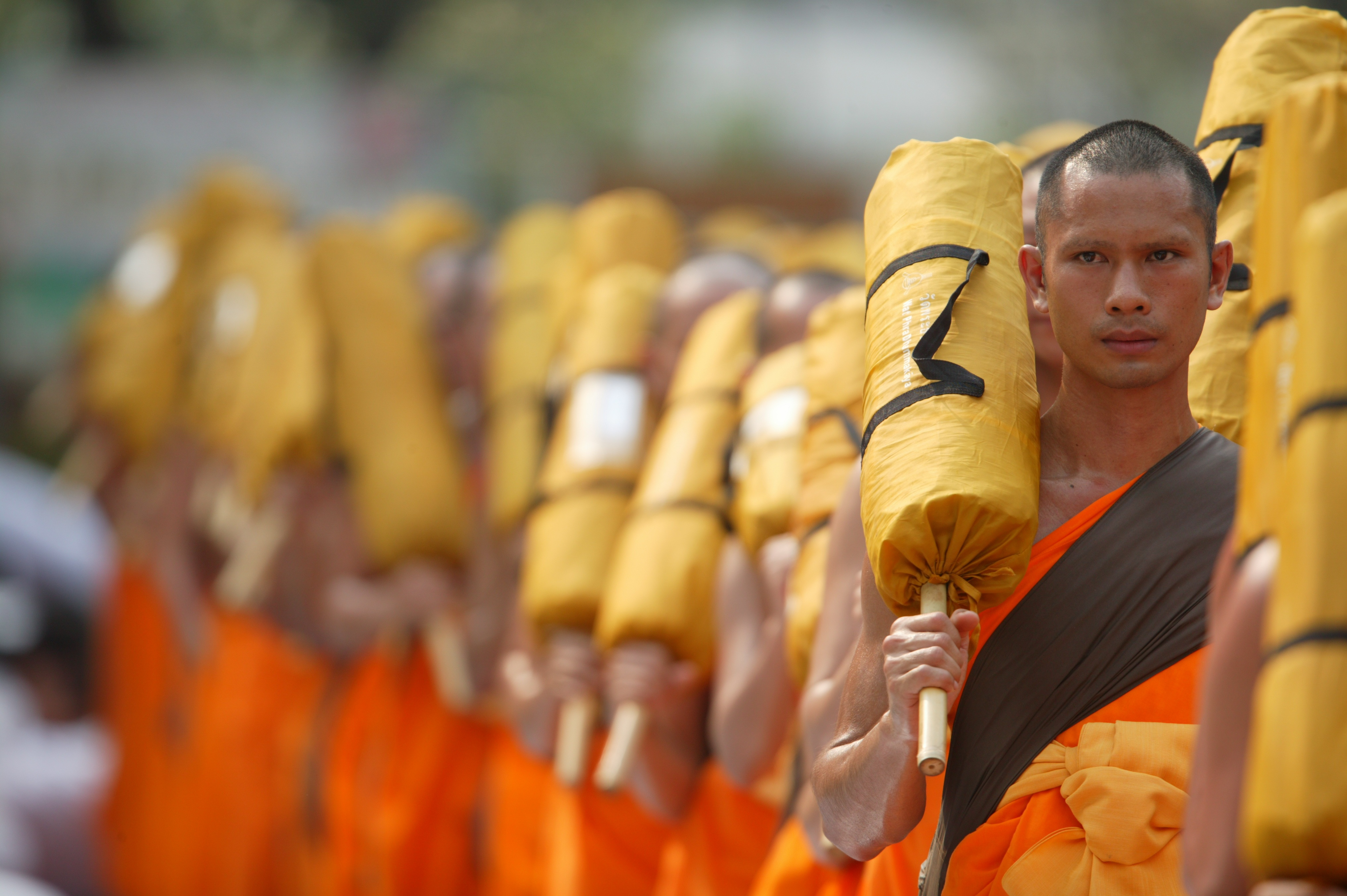
En 2011, Wat Phra Dhammakaya comenzó a organizar peregrinaciones pasando por lugares importantes en la vida de Luang Pu Sodh Candasaro.

El templo también comenzó a organizar grandes donaciones de limosnas en todo el país. Los eventos de donación de limosnas se llevaron a cabo para ayudar a unir a monjes y laicos a revivir la costumbre de dar limosna y como una dedicación de mérito a las víctimas de la insurgencia en las provincias del sur.  Las ganancias de los eventos de donación de limosnas se usaron para apoyar a los templos y maestros en el sur con ayuda y suministros.
En 2011, en las peores inundaciones de Tailandia durante más de medio siglo, se inundaron gran parte de Bangkok y sus alrededores, incluido Pathum Thani, donde se encuentra Wat Phra Dhammakaya. Trabajando en conjunto con el gobierno, el templo desplegó voluntarios monásticos y laicos, que trabajaron día y noche para construir muros con sacos de arena y bombear el agua, para detener las inundaciones en el área. Al mismo tiempo, el templo ofreció refugio a los trabajadores evacuados de las fábricas locales, además de alimentos, agua potable, transporte y sacos de arena a los aldeanos locales. Otros templos afectados también ofrecieron refugio.
De 2009 en adelante, Wat Phra Dhammakaya amplió su programa de ordenación temporal haciéndolo en todo el país. En este programa, los participantes fueron entrenados en miles de templos repartidos por Tailandia, pero ordenados simultáneamente en Wat Phra Dhammakaya.
A partir de 2010, Wat Phra Dhammakaya fue el templo de más rápido crecimiento de Tailandia. A partir de 2015, el templo tenía veintiocho centros en Tailandia y ochenta centros fuera de Tailandia, en todos los continentes, excepto en América del Sur. Las ceremonias del templo a menudo eran dirigidas por monjes del Consejo Supremo de la Sangha u otros monjes destacados, y se les unían personas de alto rango de Tailandia y otros países budistas.  Para los principales festivales, el número de practicantes llegó a 300,000 personas. A partir de 2017, el número de seguidores se estimó en 3 millones de personas.

### Supresión bajo la junta (2014-presente)

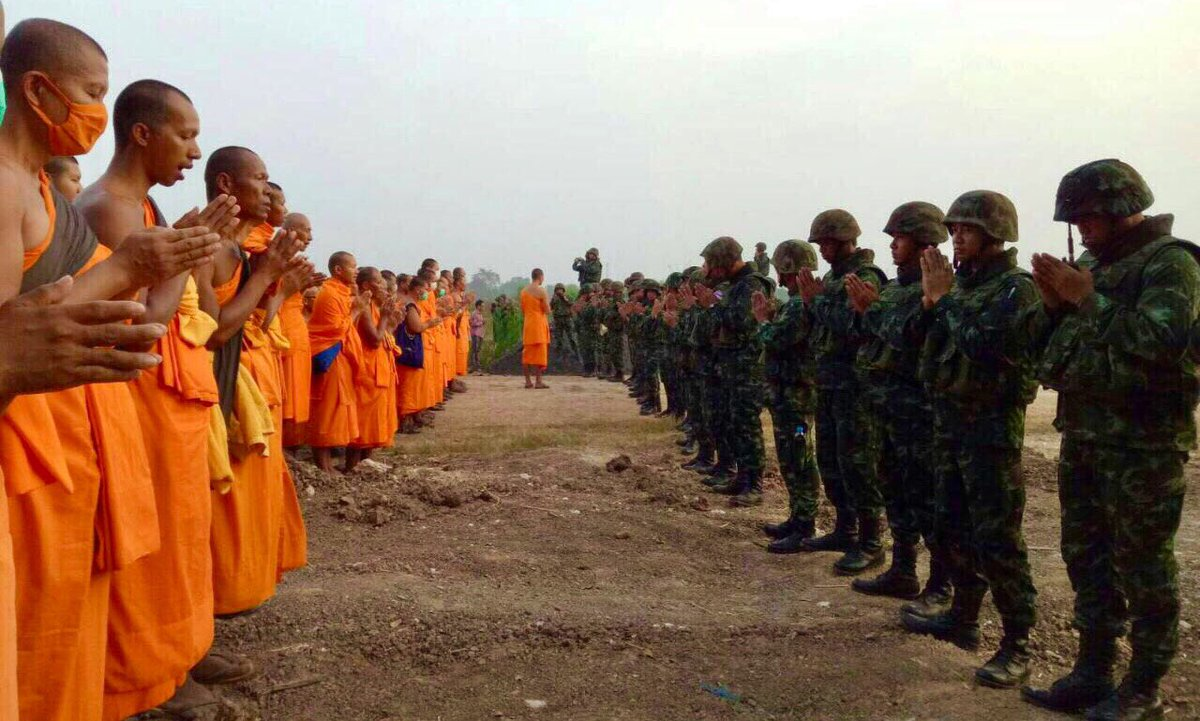

El templo fue objeto de un intenso escrutinio después del golpe de Estado de 2014. Tras el golpe, la junta militar estableció el Consejo Nacional de Reforma, con el comité religioso buscando hacer varios cambios en la sangha tailandesa. Estos cambios fueron liderados por el exsenador Paiboon Nititawan, el monje y ex infante Phra Suwit Dhiradhammo (conocido bajo el nombre de activista Phra Buddha Issara) y el exmonje Wat Phra Dhammakaya Mano Laohavanich. Phra Suwit solicitó al Departamento de Investigación Especial (DSI) que iniciase una investigación sobre los activos de los miembros del Consejo de Sangha. Esto incluyó a Somdet Chuang Varapuñño, preceptor de Luang Por Dhammajayo (la persona que lo ordenó), que había sido nominado por el consejo para convertirse en el próximo Patriarca Supremo el 5 de enero de 2016. Phra Suwit se opuso a esta nominación y celebró una petición para detenerla a la vez que Paiboon Nititawan lideraba un intento infructuoso de reabrir el caso de 1999 de la supuesta malversación de tierras por parte de Luang Por Dhammajayo.
En 2015, el templo estuvo implicado en la controversia de Klongchan Credit Union cuando se retiraron 11,37000 millones de baht de la cooperativa de cooperativas de crédito Klongchan (KCUC) mediante cheques no autorizados, en los que se descubrió que una porción de un total de más de mil millones de baht se había entregado a Wat Phra Dhammakaya a través de donaciones. En defensa, los portavoces de Wat Phra Dhammakaya explicaron que Luang Por Dhammajayo no sabía que las donaciones se habían obtenido ilegalmente. I En un acuerdo escrito con la cooperativa de ahorro y crédito, los partidarios del templo recaudaron el dinero relacionado con Wat Phra Dhammakaya para donar a KCUC para compensar a sus miembros.
A pesar de esto, Luang Por Dhammajayo fue convocado para reconocer las acusaciones de ganancias obtenidas ilícitamente y de conspiración para blanquear dinero en las oficinas de la DSI. El templo le solicitó a la DSI que le permitiera acusarlo de cargos en el templo debido a su trombosis venosa profunda, una solicitud que el DSI rechazó.  Cuando Luang Por Dhammajayo no apareció en la oficina de DSI para reconocer sus acusaciones, las autoridades iniciaron varias redadas fallidas en el templo y comenzaron a presentar cargos contra otras personas relacionadas con el templo. El enfrentamiento ha sido descrito como la única gran manifestación contra la junta desde el golpe, algo raro para una junta gobernante que ha silenciado a la mayoría de la oposición desde que tomó el poder.

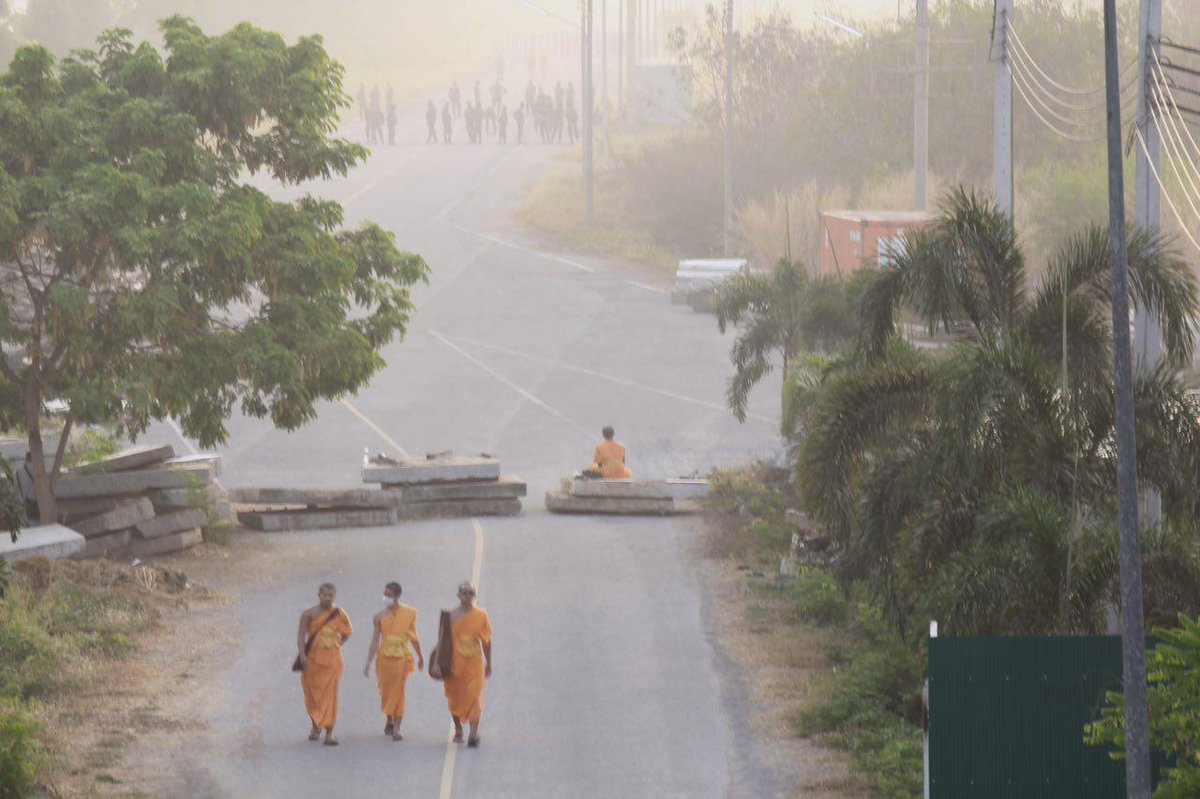

La controversia de Klongchan condujo a un cierre de 23 días del templo en 2017 por parte de la junta que utilizó el artículo 44 de la constitución interina, lo que causó que este evento se convirtiera en noticia en todo el mundo. Un debate sobre el papel del Estado hacia la religión se intensificó durante este tiempo, así como las críticas al manejo del caso por parte de la junta. A partir de marzo de 2017, la junta tailandesa presentó más de trescientas acusaciones diferentes contra el templo y la fundación, y convocó a cientos de personas asociadas con el templo para su interrogatorio.  Muchos críticos cuestionaron la practicidad de usar tantos recursos para arrestar a una persona para reconocer un cargo de un crimen no violento.
A raíz del cierre del templo, se presentaron cargos adicionales contra Wat Phra Dhammakaya, esta vez contra el diputado abad, Luang Por Dattajivo. Con las dos personas clave del templo bajo investigación, la junta presionó por nombrar un abad de reemplazo para el templo. La junta nombrada directora de la Oficina Nacional de Budismo lideró un intento fallido de lograr que un forastero fuera nombrado abad del templo. El exsenador Paiboon declaró que era necesario que la junta asumiera el control del templo porque era una "amenaza para la seguridad nacional". El erudito de Estudios Religiosos Surapot Thaweesak declaró que este era el único argumento que quedaba una vez que el argumento del "falso budismo" se volviera difícil de usar para atacar al templo. En diciembre de 2017, el templo asignó a Phrakhru Sangharak Rangsarit como el nuevo abad del templo y comenzó a anunciar la organización de nuevos eventos. Muchos medios de comunicación describieron este suceso como un "renacimiento" del templo.

## Análisis político

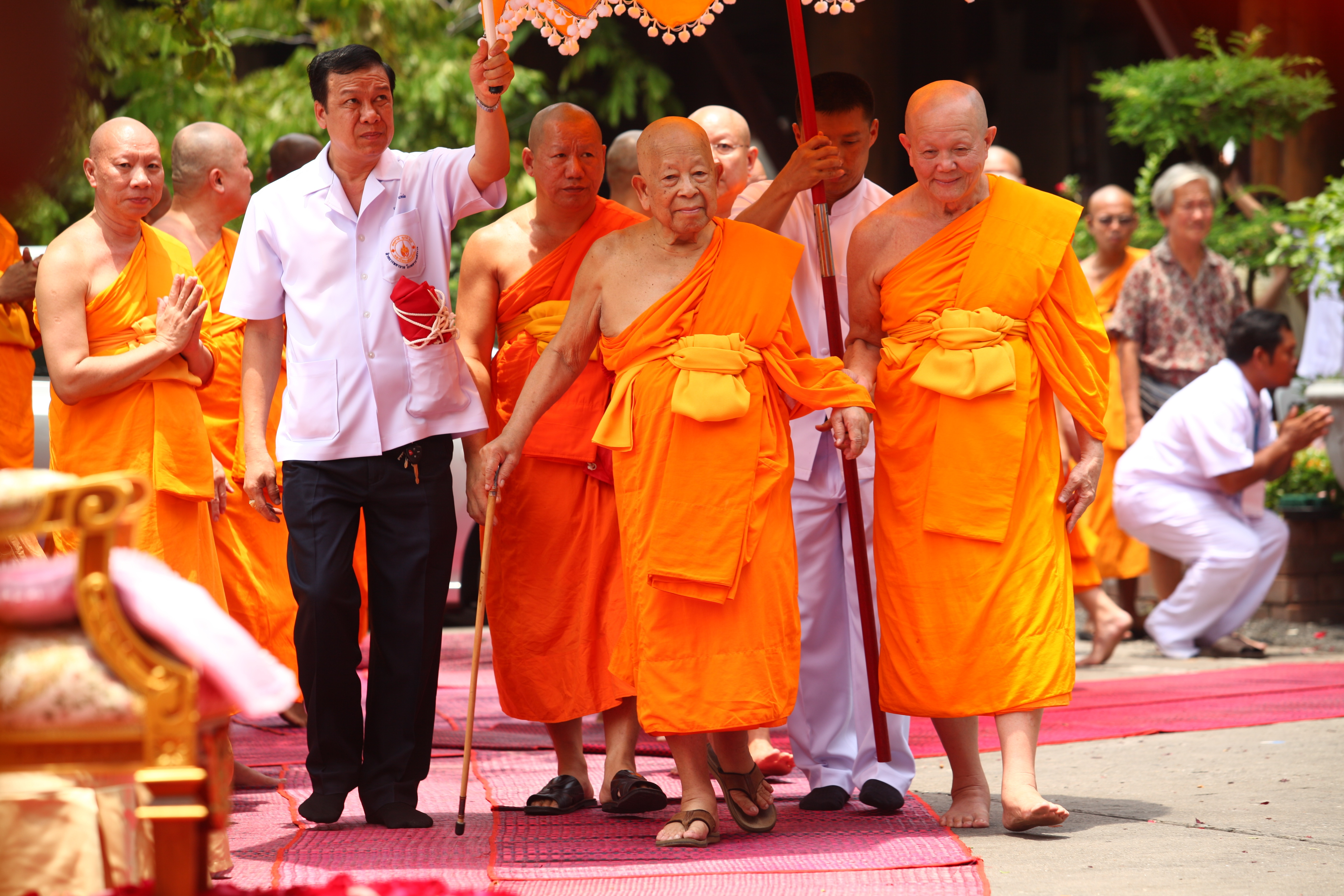

Las acciones de la junta hacia el templo han sido objeto de mucho debate y especulación entre los analistas de noticias y en Tailandia en general. Desde la represión del templo por parte de la junta, se ha planteado la cuestión de por qué el estado se opone con tanta fuerza al templo, y muchos dudan de los extensos esfuerzos como un mero intento de "hacer cumplir la ley". Se ha señalado que los problemas con Wat Phra Dhammakaya formaron una distracción para los problemas más graves que los políticos tuvieron que enfrentar, tanto en 1999 como durante la controversia de Klongchan.
Los analistas de noticias han descrito que las acciones de la junta tailandesa hacia el templo pueden haber reflejado una necesidad política de controlar quién debería ser seleccionado como el próximo Patriarca Supremo. El monje siguiente en la línea para el puesto, Somdet Chuang Varapuñño, había ordenado a Luang Por Dhammajayo. S Seleccionar a Somdet Chuang hubiera significado tener un Patriarca Supremo de la fraternidad Maha Nikaya, en lugar de la fraternidad Dhammayuttika, que históricamente había sido la opción preferida por el gobierno tailandés y la monarquía. De hecho, Somdet Chuang ya había sido nominado por el Consejo Supremo de Sangha, pero el nombramiento fue pospuesto y finalmente retirado por la Junta tailandesa, y en su lugar se nombró a otro candidato de la fraternidad Dhammayuttika. Los varios cientos de pleitos coincidentes contra la conexión de Wat Phra Dhammakaya y Somdet Chuang con el templo fueron, de hecho, finalmente utilizados como una razón por la junta para retirar su nominación.
Además, desde el período en que Thaksin Shinawatra todavía estaba en el poder, Wat Phra Dhammakaya había estado asociado con Thaksin y, posteriormente, su grupo de presión Camisas Rosjas que se opuso a la junta en el poder.  Un portavoz del templo señaló que este a menudo se ve como una amenaza durante los períodos de tensión política. De hecho, el templo a menudo se ha descrito como la única organización influyente en Tailandia que no ha sido sometida por la junta gobernante desde el golpe de Estado de 2014. Pero también pueden estar involucradas más motivaciones materiales. Críticos y académicos han especulado que la junta podría estar intentando apoderarse del templo y confiscar su famosa riqueza. Al enumerar las razones por las cuales la junta se opone al templo, el antropólogo Jim Taylor también señala que el templo no ha donado mucho al palacio.

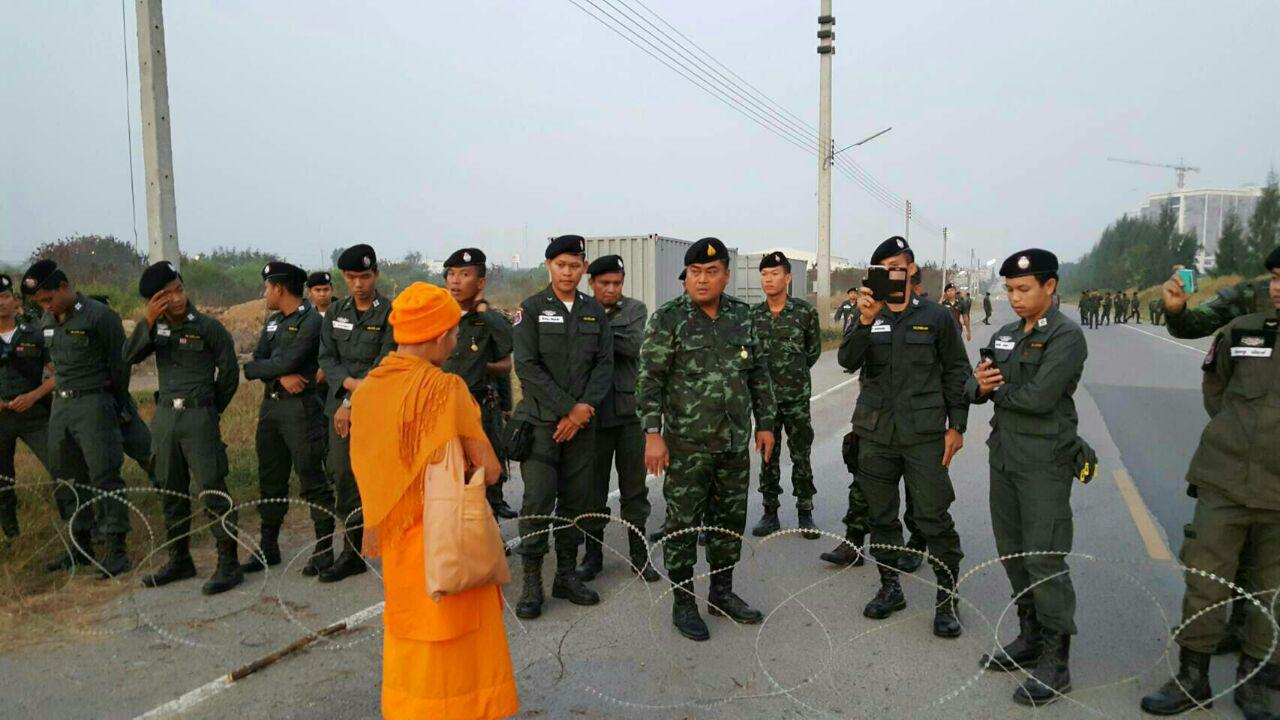

Los manifestantes hicieron comparaciones entre el nombramiento pospuesto de Somdet Chuang y el de Phra Phimontham (th), un monje gobernante acusado de insurgencia comunista durante la Guerra Fría.  Este último fue encarcelado y expulsado, pero luego se determinó que había sido inocente todo el tiempo.  Los partidarios de Wat Phra Dhammakaya se refirieron al caso de Phra Phimontham para explicar por qué Luang Por Dhammajayo no fue a reconocer los cargos en 1999, y nuevamente en 2016.  Después de que Phra Phimontham fue liberado, ingresó de nuevo como monje sin volver a ordenarse, ya que nunca colgó los hábitos de forma oficial ni voluntariamente de todos modos. Algunos críticos han sugerido que Luang Por Dhammajayo debería hacer lo mismo, pero algunos comentaristas han argumentado que la acusación bajo la junta militar actual sería aún más peligrosa que la de la junta en el momento de Phra Phimontham, sin una ley tailandesa que prohíba la tortura de prisioneros.
A pesar de sus muchos oponentes, Wat Phra Dhammakaya generalmente es visto por intelectuales tailandeses prodemocráticos como un símbolo del pluralismo religioso que ha logrado sobrevivir. El politólogo Duncan McCargo y otros académicos occidentales han planteado la pregunta de por qué los académicos conservadores tailandeses no han considerado el argumento de la libertad de religión en el caso de Wat Phra Dhammakaya. Varios estudiosos tailandeses han señalado el creciente enredo del estado y la religión en Tailandia, ya que el templo depende en gran medida de la autoridad del Consejo Supremo de la Sangha en sus actividades. Dado que el Consejo de Sangha es parte del gobierno tailandés, los críticos temen que el influyente templo pueda tomar el control del estado. Si el Estado y la religión estuvieran más separados en Tailandia, problemas como el de Wat Phra Dhammakaya podrían ser resueltos más fácilmente por la Sangha y otras partes de la sociedad civil, sin ninguna interferencia estatal.

## Principios, prácticas y creencias

### General
Wat Phra Dhammakaya se refiere a los valores budistas tradicionales pro-establecimiento, pero enseña esos valores usando métodos modernos, según algunos, modernistas, que han sido fuente de controversia. Por estas razones, se ha comparado a Wat Phra Dhammakaya con los nuevos movimientos religiosos taiwaneses.  El enfoque particular en el método de meditación Dhammakaya y las prácticas de propagación activa y moderna de Wat Phra Dhammakaya (en tailandés: เผยแผ่เชิงรุก) hacen que el templo se destaque del budismo tailandés convencional, aunque no es desafiante.  El templo ha realizado grandes esfuerzos para permanecer como parte de la fraternidad principal de Maha Nikaya y se esfuerza por demostrar a menudo su lealtad y ofrecer asistencia a la familia real tailandesa y a los principales monjes de la Sangha tailandesa.  La combinación de lo tradicional y lo moderno también se puede encontrar en las enseñanzas del templo, en las que se encuentran el budismo intelectual y la religión popular tailandesa. El templo es un ejemplo típico del budismo para la clase media tailandesa, que enfatiza soluciones prácticas para el individuo y la sociedad. Sin embargo, el templo es más espiritual que intelectual en su influencia sobre los devotos, y en sus intentos de ejercer influencia política es más indirecto que la mayoría de las otras formas de budismo de clase media.
Wat Phra Dhammakaya concede gran importancia a su linaje de maestros, comenzando por Luang Pu Sodh Candasaro, quien luego transmitió su experiencia a Maechi Chandra Khonnokyoong, quien a su vez la transmitió a Luang Por Dhammajayo. En las acciones de RRPP y en los medios del templo, los maestros son enfatizados como una parte inseparable de la tradición del templo, que proporciona autenticidad al mismo.
Wat Phra Dhammakaya intenta revivir el papel del templo local como un centro comunitario espiritual, pero lo hace dentro de un formato que debe encajar con la sociedad y las costumbres modernas.  De acuerdo con la filosofía de propagación activa del templo, en la actualidad las personas ya no vendrán al templo budista, porque el templo ya no es el centro de la vida comunitaria. Por lo tanto, el templo debe buscar activamente a los laicos en la sociedad, a fin de promover la virtud tanto en el templo como en el hogar y en la escuela. En esta filosofía de propagación activa, si fuera posible introducir el budismo y Vijja Dhammakaya a cada persona en el mundo, lo harían. Una parte importante de este estilo de propagación activa es el papel del lego. El templo se ha destacado por su énfasis en la participación de laicos.
La propagación del templo ha sido analizada desde tres enfoques académicos. Los primeros análisis del templo fueron hechos por tailandeses (antiguos) monjes e intelectuales, que criticaron el templo por el contenido de sus enseñanzas.  Estos eruditos describieron las enseñanzas del templo como "distorsionadas" del budismo Theravada "original", y describieron el templo como el uso de estas enseñanzas para obtener ganancias y poder. Algunos de los más conocidos de estos críticos son Phra Payutto y Prawet Wasi, que han concluido que el templo no puede considerarse parte del budismo Theravada. La académica de estudios religiosos Rachelle Scott y la estudiante de estudios asiáticos Jesada Buaban señalan la perspectiva modernista en este enfoque, ya que enfatiza una desviación de un budismo racional, idealista y universal, que no se ve afectado por las costumbres y tradiciones locales. El segundo grupo de eruditos eran antropólogos y sociólogos, tanto tailandeses como no tailandeses, que en su mayoría estudiaron la cuestión de por qué el templo había sido tan efectivo en su propagación. La mayoría de los estudiosos de este grupo enfatizaron la popularidad del templo entre los tailandeses de clase media de las ciudades, y la capacidad del templo para apelar a las actitudes de esta clase y utilizar la tecnología moderna. El tercer grupo son académicos que creen que Tailandia debería convertirse en un estado secular sin intervención estatal en la religión. Estos eruditos minimizan la verdadera dicotomía entre budismo falso y budismo, y creen que a Wat Phra Dhammakaya se le debe dar libertad para propagar sus puntos de vista, siempre que no infrinjan los derechos humanos. Algunos académicos occidentales, como Duncan McCargo, el historiador David Streckfuss y el jurista Mark Templeton, han expresado opiniones similares. Además, algunos defensores prominentes del estado secular han criticado duramente al primer grupo de académicos por ser inconsistentes, ya que a menudo confían en el apoyo del estado en su comprensión y aplicación del "verdadero budismo". Sin embargo, solo aplican su visión crítica del "falso budismo" a sus oponentes políticos y religiosos, pero no a sus defensores que los apoyan por el poder político, generalmente a través de medios no democráticos.

### Meditación Dhammakaya
El templo es conocido por su énfasis en la meditación. En el centro del templo y del movimiento Dhammakaya está la idea de que la meditación Dhammakaya fue el método mediante el cual Buda se iluminó, un método que fue olvidado pero que ha sido revivido por Luang Pu Sodh Candasaro. Este método también se llama Vijja Dhammakaya. Según la tradición, los principios de la meditación Dhammakaya fueron descubiertos por Luang Pu Sodh Candasaro en la noche de luna llena de septiembre de 1916 en Wat Botbon, Bangkuvieng, Nonthaburi. Esencial para el método de meditación es el centro del cuerpo: cualquiera que sea la técnica que alguien use para meditar, la mente solo puede alcanzar un nivel superior a través de este centro, que Luang Pu Sodh describe con precisión. También se cree que este centro desempeña un papel fundamental en el nacimiento y la muerte de un individuo.
Al igual que con muchas formas de meditación budista, la meditación Dhammakaya tiene etapas samatha y vipassana. El proceso de concentración en la meditación Dhammakaya se correlaciona con la descripción de la meditación samatha en el Visuddhimagga, específicamente la meditación kasina.  Luang Pu Sodh usualmente explicaba el proceso de logro en el método en términos de cuerpos internos (Pali: kaya), que existen dentro de cada ser humano. Estos son sucesivamente más sutiles, y vienen en pares. La meditación Dhammakaya en los niveles más altos también se describe para traer abhinna, poderes mentales que pueden usarse para el beneficio de la sociedad en general.  Las publicaciones de Wat Phra Dhammakaya describen que la meditación Dhammakaya fue utilizada durante la Segunda Guerra Mundial para evitar que Tailandia fuera bombardeada, y utilizada para extinguir las fuerzas negativas en el cosmos (Mara). Este aspecto final ha afectado fuertemente las actitudes de los practicantes en el templo, quienes por consiguiente, sostienen que la meditación Dhammakaya no solo es importante para el individuo, sino también para el cosmos en general.
Es la meditación Dhammakaya lo que hace que el movimiento se destaque de otras formas de budismo Theravada, ya que el movimiento cree que todos los métodos de meditación conducen al logro del Dhammakaya, y este es el único modo de Nirvana. De acuerdo con el Movimiento Dhammakaya, Buda hizo el descubrimiento de que el Nirvana es nada menos que el verdadero Ser, el Dhammakaya, una esencia espiritual. T El Movimiento cree que esta esencia del Buda y el Nirvana existen como una realidad literal dentro de cada individuo.  La enseñanza del no-yo se considera el método para dejar ir lo que no es el yo, para alcanzar este yo verdadero.
El templo a menudo usa términos positivos para describir el Nirvana. Además del verdadero ser, Scott señala que Wat Phra Dhammakaya a menudo describe al Nirvana como la felicidad suprema, y argumenta que esto puede explicar por qué la práctica de la meditación Dhammakaya es tan popular. En sus enseñanzas sobre cómo la meditación puede ayudar a mejorar la salud y la calidad de la vida moderna, el templo se puede comparar con Goenka. El énfasis del templo en la meditación se expresa de varias maneras. Los kits de meditación están a la venta en las tiendas alrededor del templo, y cada reunión organizada por el templo tendrá algo de tiempo para la meditación.  El templo enfatiza la utilidad de meditar en grupo, y las meditaciones públicas tienen un poderoso efecto en las mentes de los practicantes del lugar.
Wat Phra Dhammakaya es parte del Movimiento Dhammakaya, que se ha destacado como parte de una gran controversia doctrinal en el budismo tailandés. El Movimiento enseña que el nirvana es el "verdadero yo" o Dhammakaya. La enseñanza del no-yo se considera el método para dejar ir lo que no es el yo, para alcanzar este yo verdadero. Esto entra en contraste con la mayoría del budismo Theravada tailandés, que rechaza esta enseñanza e insiste en el no-yo como un hecho universal.
El concepto de anatta ha sido un tema de intenso debate en Tailandia, que data de 1939, cuando el 12.º Patriarca Supremo de Tailandia publicó un libro argumentando que Nirvana era el "verdadero yo". Esta disputa surgió nuevamente en la década de 1990 cuando el monje erudito monástico Phra Payutto publicó un libro que afirmaba que la enseñanza del Movimiento Dhammakaya de que "el nibbāna es atta", estaba fuera del budismo Theravada.  Sin embargo, Phra Payutto ha sido criticado por ser "dogmático" y promover la intolerancia religiosa.
El Movimiento Dhammakaya respondió de diferentes maneras al debate entre uno mismo y el no-yo. El asistente-abad de Wat Phra Dhammakaya, Luang phi Thanavuddho, escribió un libro sobre el tema en respuesta a las críticas, y un miembro de Wat Phra Dhammakaya publicó libros bajo un alias que ofrecía teorías de conspiración sobre Luang Por Payutto.  El abad de otro templo del Movimiento Dhammakaya, Luang Por Sermchai de Wat Luang Por Sodh Dhammakayaram, argumentó que eran principalmente los eruditos en lugar de los practicantes de la meditación budista quienes sostienen la visión del absoluto no-yo. Sin embargo, se ha señalado que los propios seguidores del movimiento tienden a no mostrar mucho interés en el debate y están más preocupados acerca de cómo la meditación Dhammakaya mejora su mente.

### Limpieza y orden

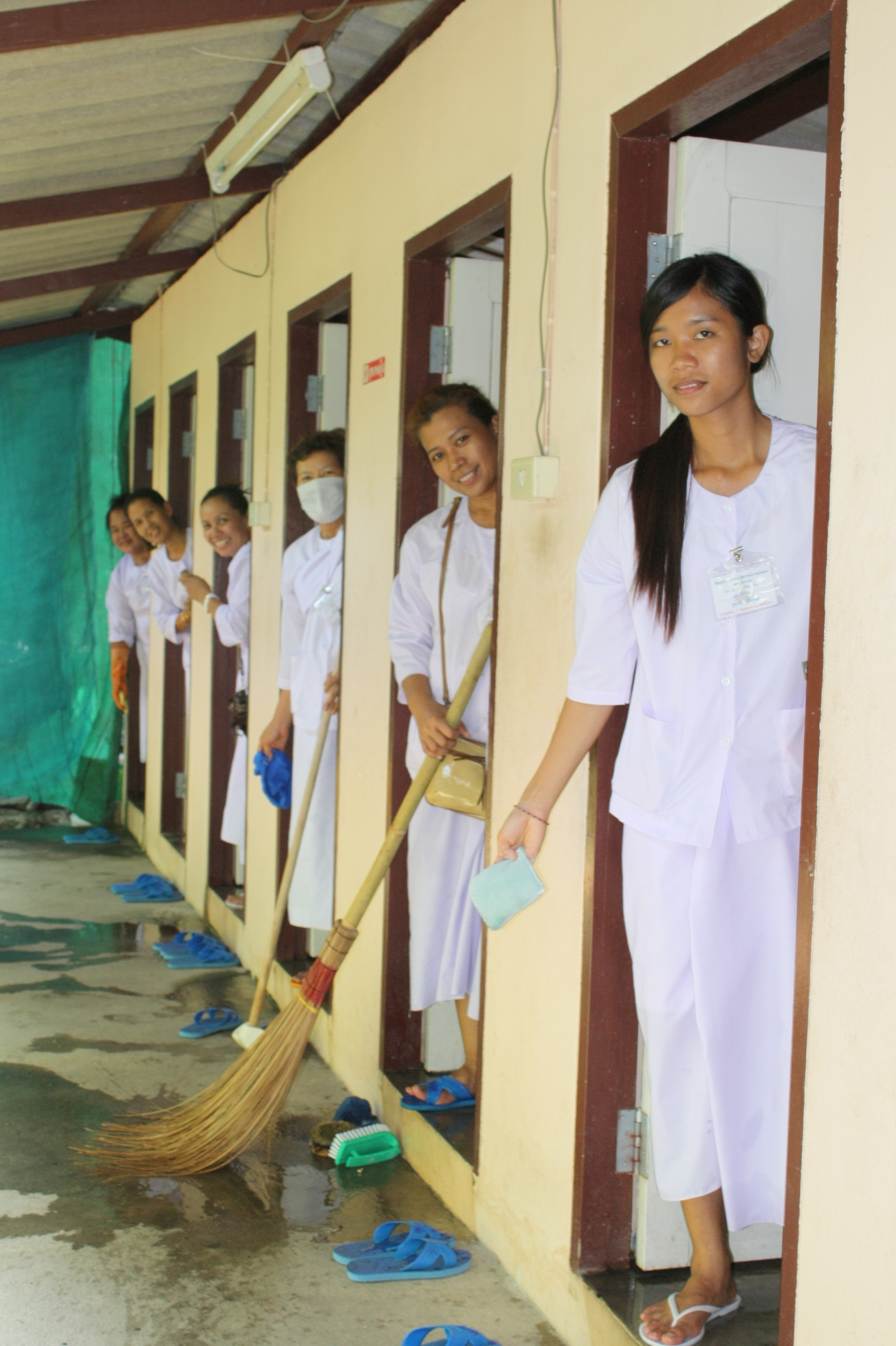
A los practicantes se les anima a mantener las cosas limpias y ordenadas, a través de actividades organizadas de limpieza.

Luang Por Dhammajayo fue fuertemente influenciado por Maechi Chandra Khonnokyoong en sus enseñanzas. Él convirtió el método de meditación Dhammakaya "en una guía completa de la vida" (Justin McDaniel, estudioso de Estudios Religiosos), enfatizando la limpieza, el orden y la tranquilidad, como una moralidad en sí misma, y como una forma de apoyar la práctica de la meditación.  En palabras de Jim Taylor, el templo "evita el desorden". En Wat Phra Dhammakaya, las ceremonias se celebran comúnmente los domingos en lugar de los días Uposatha tradicionales basados en el calendario lunar. Los autobuses gratuitos conducen al templo. Los laicos que se unen a las ceremonias se les recomienda vestir de blanco, una costumbre tradicional. No se permite fumar, beber o flirtear en el terreno del templo, ni llevar periódicos, animales o adivinación. Las ferias del templo tradicionales y ruidosas no se llevan a cabo. Los niños que asisten a las actividades en Wat Phra Dhammakaya son atendidos a través de la escuela dominical y la guardería mientras sus padres asisten a las sesiones de meditación para adultos en el Gran Sapha Dhammakaya Hall. Hay actividades para niños y jóvenes: personas de todas las edades asisten a actividades. Además, el templo enseña regularmente sobre los modales tradicionales tailandeses, explicado como el punto central de ser tailandés. En resumen, la apariencia del templo es ordenada y puede describirse como "una estética contemporánea" (Scott), que atrae a los practicantes, especialmente a la moderna clase media de Bangkok. A los practicantes también se les anima a mantener las cosas limpias y ordenadas, a través de actividades organizadas de limpieza. Se promueve una fuerte ética de trabajo a través de estas actividades, en las cuales el trabajo más humilde se ve como el más valioso y fructífero. El énfasis del templo en la disciplina y el orden se expresa en sus ceremonias enormes y detalladas.

### Hacer méritos,paramiy autodesarrollo
Wat Phra Dhammakaya tiene la visión de una futura sociedad ideal. El templo enfatiza que la aplicación diaria del budismo llevará al practicante y a la sociedad a la prosperidad y la felicidad en esta vida y la próxima, y el templo espera un alto compromiso con ese efecto. A través de la meditación, las actividades de recaudación de fondos y el trabajo voluntario, el templo enfatiza la creación de méritos, y explica cómo a través de la ley del kamma el mérito rinde sus frutos, en este mundo y el próximo.  La claridad de tales explicaciones es apreciada: en las encuestas, una de las principales razones para unirse a las actividades del templo es la estructura y la claridad de las enseñanzas. Los principales donantes son públicamente reconocidos como ejemplos, y los grupos de donantes son acreditados por ciertos títulos. Los donantes suelen estar muy contentos con su generosidad, pero los críticos han descrito este énfasis en el mérito y sus frutos como el consumismo religioso o el capitalismo.
Hacer méritos o hacer buenas obras como una forma de superar las impurezas internas, se expresa aún más a través del concepto de parami. Parami es un término mencionado en la literatura budista canónica y poscanónica posterior, y generalmente se traduce como "integridad, perfección, estado más elevado". Tal perfección viene como resultado de practicar diez virtudes principales, generalmente por bodhisattas (alguien que lucha por la Budeidad). De acuerdo con el templo, los Paramis se forman cuando las personas hacen méritos consistentemente, y estos méritos se vuelven "concentrados" (en tailandés: กลั่นตัว) a través del paso del tiempo. Esto sucede cuando las personas dedican sus vidas a hacer méritos. Wat Phra Dhammakaya no considera paramis únicamente el dominio de los futuros Budas, sino que es necesario para todos los que aspiran a la meta budista de la liberación del sufrimiento. Tradicionalmente hay diez paramis, es decir, dar, moralidad, renuncia, sabiduría, esfuerzo, paciencia, verdad, determinación resuelta, bondad amorosa y ecuanimidad. Todos estos pueden practicarse a través de las tres prácticas de dar, la moral y el desarrollo mental, que incluye principalmente la meditación. La práctica de dar y hacer méritos en la perspectiva de Wat Phra Dhammakaya es, por lo tanto, una práctica de autoformación y autosacrificio, en la que el mérito depende de la intención, no solo de la cantidad donada. El ideal de dar como forma de construir el carácter se expresa en la cultura del templo con las palabras Cittam me, que significa "soy victorioso", que se refiere a la superación de las impurezas internas (Pali: kilesa).
Para explicar la importancia de la auto-transformación, Wat Phra Dhammakaya a menudo se refiere al Mangala Sutta, un sutta budista (discurso) que enfatiza la ética. Los concursos de ética que el templo ha estado organizando en todo el país desde sus primeros años, están fuertemente basados en este sutta. Además, el templo a menudo se refiere a las narrativas tradicionales del Tipitaka con respecto a los donantes ejemplares y los frutos que merecen rendimientos. El énfasis en la ética individual también se expresa en la visión del templo sobre la sociedad: el templo enfatiza el fortalecimiento de la moralidad del individuo más que el cambio del sistema de la sociedad, y mide el bienestar del estado por la virtud de sus ciudadanos. La investigación de campo también confirma que los practicantes del templo creen que la falta de virtud del individuo es la razón principal de los problemas económicos actuales. De hecho, cada año se celebra el Día de la Tierra en el templo, en el que se presenta el lema del templo "Limpia el mundo, limpia la mente" y establece que el entorno solo mejorará si empezamos a aclarar nuestras propias mentes.
Wat Phra Dhammakaya ha estado sujeto a una considerable controversia, cambiando su naturaleza a lo largo de la historia del templo. Por ejemplo, en la década de 1970 fue acusado de simpatías comunistas, pero en la década de 1990 fue acusado de capitalismo. La "omnipresencia y longevidad" (Scott) de las controversias en torno a Wat Phra Dhammakaya han sido tema de especulación por parte de académicos y analistas de noticias. El énfasis del templo en hacer méritos a través de donaciones en particular ha sido un foco importante de crítica en la historia reciente del templo, especialmente durante la década de 1990 en el contexto de la crisis financiera asiática.
Según el teólogo Rory Mackenzie, Wat Phra Dhammakaya ha sido criticado por la Sangha tailandesa más tradicional y el público por sus métodos de comercialización, que se consideran como "este mundano", con un énfasis en dar para alcanzar la riqueza en esta vida y la próxima. El templo a veces se ha descrito como un movimiento de prosperidad, porque enseña cómo dar conduce a la riqueza, y el templo no es crítico de perseguir a ambos. De hecho, los practicantes de Wat Phra Dhammakaya creen que perseguir la riqueza no necesariamente conduce al apego e incluso puede ayudar a desarrollar la meditación, siempre que la riqueza se use para la generosidad.
Algunas de las críticas se repiten en los estudios de la antropóloga Apinya Fuengfusakul, en la que compara el mérito de Wat Phra Dhammakaya con la comercialización de un producto, señalando cómo el templo muestra que el hacer méritos sea muy conveniente y agradable. Sin embargo, el templo no considera que esto comprometa el elemento sagrado del budismo, sino que lo amplifica. El templo enseña que un templo debe ser "adecuado" (Pali: sappaya) para la práctica espiritual, un término al que también se hace referencia en Wat Paknam.
El punto culminante de la crítica a la recaudación de fondos del templo se produjo a fines de la década de 1990, durante el inicio de la crisis financiera asiática de 1997. Ravee Phawilai de la Universidad Chulalongkorn llegó a acusar al templo de "comercializar el budismo para buscar dinero y poder". Aunque muchos de los métodos y enseñanzas del templo no eran exclusivos de Wat Phra Dhammakaya, la crítica llegó en un momento en que el templo era muy notorio debido a su tamaño y la gran recaudación de fondos que estaba haciendo en ese momento. Los académicos han señalado que el momento de la recaudación de fondos del templo puede haber sido una de las causas de las críticas, ya que dicha recaudación persistente se llevó a cabo durante la crisis económica asiática. Si bien la mayoría de las críticas a la recaudación de fondos del templo finalmente se calmaron después de este período, algunas de ellas persistieron.
Algunos estudiosos creen que las críticas reflejan una reprovación general al budismo tailandés como un todo, que comenzó en el contexto de la crisis financiera asiática de 1997, cuando la comercialización del budismo se convirtió en el problema religioso más controvertido en Tailandia.  Rachelle Scott concluye que la crítica al Wat Phra Dhammakaya puede catalogarse como una crítica a una organización religiosa que utiliza recompensas materiales para persuadir a alguien de que crea algo, y la tendencia de los críticos a considerar la propagación de una organización religiosa como un ataque a las creencias de la comunidad. Se ha señalado que muchas personas temen que, dado el tamaño y la popularidad de Wat Phra Dhammakaya, el templo pueda ejercer demasiada influencia en la Sangha o hacerse cargo de la Sangha.
Scott ha demostrado que las críticas contra Wat Phra Dhammakaya, sus prácticas de recaudación de fondos y sus enseñanzas sobre la creación de méritos, reflejan en parte los cambios históricos en la sociedad tailandesa con respecto a la riqueza y el mérito. La relación entre dar y riqueza es omnipresente en la literatura vernácula de Pāli, y existen muchas historias de donantes ejemplares, como las historias de los banqueros Anāthapiṇḍika y Jōtika. La asociación de la riqueza con los méritos realizados ha afectado profundamente a muchos países budistas.  Sin embargo, a comienzos del siglo XX, las perspectivas de la creación de méritos habían cambiado en las sociedades budistas tradicionales, a medida que el mérito se asociaba con el capitalismo y el consumismo, que habían ido en aumento en el sur y sudeste de Asia. A principios de la década de 1990, hubo un renacimiento realista en Tailandia, y el budismo tailandés se asoció con la vida tradicional de la aldea y un único rechazo de la riqueza material, como se refleja en la filosofía de economía de suficiencia del rey Bhumibol.  Además, en algunos países budistas, como Tailandia, hay una tendencia entre maestros y practicantes a rechazar e incluso insultar el mérito en favor de otras enseñanzas budistas sobre el desapego y alcanzar el Nirvana, para lo cual el erudito en Estudios Budistas Lance Cousins acuñó el término ultimatismo.

### Amistad espiritual
Los participantes en las actividades del templo informan que el templo se siente como una familia. Según Taylor, el éxito del templo puede explicarse en parte por la estructura social flexible del templo, que permite la apertura a los recién llegados. El templo organiza a sus seguidores en grupos con ciertos intereses. El estilo de vida del templo promueve buenos valores familiares y enfatiza una red de amigos de ideas afines para facilitar el desarrollo espiritual.  Wat Phra Dhammakaya alienta a las personas a persuadir a otros para que hagan méritos, porque esa persuasión es en sí misma considerada un mérito. En las actividades del templo, incluso en los retiros, se dan amplias oportunidades para la socialización y la amistad espiritual. En las enseñanzas del templo, se alienta a los practicantes a establecer hogares kalyanamitta ("hogares de buenos amigos espirituales") para meditar junto con amigos y familiares, y los practicantes están entrenados para asumir roles de liderazgo. Wat Phra Dhammakaya señala que las casas, los templos y las escuelas deben unirse para crear miembros responsables de la sociedad, y organiza programas a tal efecto. Las comunidades de kalyanamittas también tienen un efecto ejemplar, según el templo. Una de las razones por las cuales el templo enfatiza grandes reuniones durante las ceremonias, como se afirma en la literatura del templo, es que tales reuniones conseguirán que "las personas del mundo se detengan, piensen y se pregunten por qué tanta gente se ha reunido en un lugar para meditar ... y se esfuercen por encontrar la respuesta por sí mismos ".
Wat Phra Dhammakaya enfatiza mucho el respeto por las personas mayores y las personas de mayor rango. Esto es válido para los laicos hacia los monjes, pero también entre los laicos. Cualidades tales como ser fácil de aconsejar, ser humilde, ser de voz suave, etc., se fomentan y promueven a través de las actividades y las enseñanzas del templo. Tales cualidades también están conectadas al logro en la práctica de la meditación. Fuengfusakul especula que la cultura del respeto al Wat Phra Dhammakaya tiene sus raíces en el sistema de antigüedad de la Universidad Kasetsart, de la cual la mayoría de los monjes del templo se graduaron en su mayoría. Kasetsart fue una de las primeras universidades donde la sociedad estudiantil budista fue revivida y promovida por el templo, y las sociedades budistas en muchas otras universidades siguieron el modelo de la sociedad budista Kasetsart. De hecho, una de las actividades principales en las sociedades budistas dirigidas por el templo es el renacimiento de la costumbre de Wai Khru, una ceremonia para que los estudiantes expresen gratitud y respeto a su maestro. Aparte de las tradiciones de alma mater, Litalien especula que el énfasis de Wat Phra Dhammakaya en el respeto por la jerarquía y la antigüedad proviene de la convicción de que la posición y el estatus se obtienen mediante el mérito y el karma.

### Thi Sut Haeng Tham
Las enseñanzas de Wat Phra Dhammakaya sobre el mérito, la moralidad y la meditación no solo consideran la felicidad individual y la paz mundial, sino que también tienen un objetivo superior. El templo enseña que el propósito último de la vida es desarrollar paramis en el camino de los bodhisattas. Los practicantes del templo apuntan a la Budeidad, pero llaman a este objetivo Thi Sut Haeng Tham (en tailandés: ที่สุดแห่งธรรม), literalmente, "lo máximo del Dhamma". Este objetivo se describe como ayudar a traer a todos los seres vivos al Nirvana, lo que requiere un esfuerzo máximo. En este contexto, parami también se define como el hábito de arriesgar la vida para desarrollar la bondad.

### Lo milagroso
Aunque Wat Phra Dhammakaya no se involucra en rituales mágicos tradicionales, adivinación y dar números de lotería, no se opone a todo lo que es milagroso. En las biografías de Luang Pu Sodh y Maechi Chandra, el templo a menudo se relaciona con eventos milagrosos relacionados con la destreza de meditación de estos dos maestros, estableciendo así el valor del linaje. Mackenzie señala que no todos los que vienen al templo están interesados en lo milagroso, pero es una parte del atractivo del templo: "Algunos miembros aprecian especialmente la lógica y la relevancia de las pláticas sobre el Dhamma, otros extraen mucho del efecto del cetiya, y otros le dan un valor especial al encuentro de sus amigos y claramente muchos tienen un enfoque muy fuerte en la meditación. También me he reunido con miembros que buscan experimentar lo milagroso en el templo…". En una nota similar, los practicantes creen que la meditación no solo calma la mente, sino que también tiene un efecto milagroso en el mundo exterior, especialmente las meditaciones cada primer domingo del mes. (Ver § Otras actividades) Fuengfusakul señala, sin embargo, que el templo tiende a minimizar la brecha entre lo milagroso y lo racional o científico, y recurre a la ciencia para explicar lo milagroso o lo psíquico.

## La Fundación

### Estructura de organización

Logotipo de la Fundación Dhammakaya

Wat Phra Dhammakaya está legalmente presentado por la Fundación Dhammakaya, descrita como el equivalente moderno del tradicional "comité del templo" (en tailandés: กรรมการวัด). Fundada en 1970 bajo el nombre de Fundación Prasit, la fundación fue renombrada en 1985 como la Fundación Dhammakaya. Más tarde, se fundó una segunda fundación para financiar las actividades mundiales del templo, la Fundación Khun Yai Ajan Maharatana Khonnokyoong.
La fundación Dhammakaya tiene una estructura de organización compleja y está más formalizada que los templos tailandeses tradicionales. Se modela y se maneja como una organización moderna. A pesar de sus métodos modernos, el templo se adhiere altamente a una jerarquía tradicional, con Luang Por Dhammajayo como líder. Él es tanto el abad del templo como el presidente de la fundación, asistido por el vice-abad y vicepresidente Luang Por Dattajivo. Por lo tanto, la base está intrínsecamente conectada al templo. Hay varios departamentos en la fundación que son administrados por asistentes-abades, que informan al abad y al vice-abad: un centro de recursos humanos, un centro de apoyo que ayuda con las ceremonias de facilitación, un departamento de mantenimiento, recaudación de fondos, educación y divisiones de promoción. La responsabilidad de los laicos se subdivide en sesenta y dos grupos.  El personal del templo se compone de monjes, empleados a tiempo completo, trabajadores y voluntarios. Los empleados a tiempo completo a veces ordenan después de un tiempo, pero su ordenación es diferente a la de aquellos que ordenan sin haber sido empleados. Los ex empleados generalmente hacen un voto para la ordenación de por vida en una ceremonia especial, y a menudo tienen altos cargos de coordinación como monjes.
Entre el personal laico, se espera que los empleados de tiempo completo sigan los ocho preceptos, se comporten de manera ordenada y pasen sus vidas en el templo, sin un trabajo remunerado o una residencia fuera del templo. Al igual que en los programas de capacitación de Dhammadayada, los empleados de tiempo completo reciben capacitación exhaustiva, incluido un período de prueba antes de ser contratados. No reciben un salario completo, pero reciben algo de dinero, así como algunos servicios de asistencia social. Los empleados a tiempo completo tienen un papel importante en el enfoque activo del templo de difundir el budismo: complementan a los monásticos que tienen más limitaciones debido al Vinaya. También están destinados a ser modelos a seguir para el público en general. Wat Phra Dhammakaya es conocido por sus monásticos relativamente cultos y su personal laico a tiempo completo. Un alto porcentaje posee una licenciatura.
En la década de 1980, Wat Phra Dhammakaya estaba muy centralmente organizado, lo que generó problemas dentro de la organización. Desde principios de la década de 1990 en adelante, el templo comenzó a invitar a profesionales de gestión y asesores jurídicos para desarrollar sus procesos de organización, y la toma de decisiones se distribuyó hacia abajo a los comités de supervisión.

### Objetivos
En su sitio web, la fundación enumera siete objetivos:
• Enseñar meditación Dhammakaya;
• Promover y apoyar estudios budistas;
• Promover y apoyar la educación del Dhamma tanto para monjes como para laicos;
• Proporcionar apoyo a las personas que viven en el templo;
• Construir y mantener el World Dhammakaya Center;
• Construir y mantener el templo;
• Construir y mantener un instituto académico que ofrezca todos los niveles de educación, desde la preescolar hasta la universidad, en el cual se brinda educación sobre el Dhamma junto con el plan de estudios normal.
A veces se menciona otra lista de los cinco objetivos subyacentes al trabajo de la fundación:
• Proporcionar instalaciones para la enseñanza de la meditación y el estudio de la cultura que subyace a la paz mundial;
• Crear virtud en la sociedad inculcando moralidad, con especial énfasis en la generación más joven;
• Promover el reconocimiento y la alabanza de aquellos de virtud excepcional en la sociedad;
• Producir materiales impresos y otros medios para promover la paz, la armonía social, la virtud y la moralidad;
• Proporcionar servicios humanitarios.
The objectives of the foundation are expressed through the eslogan "World Peace through Inner Peace" in English, although in Thai language the motto "We are born to build up our parami's" is also used. Another motto is "Dhammakaya is the goal of life". The last two mottos are often combined in one sentence, in which the fulfillment of paramis is the path, and the attainment of the Dhammakaya at the highest level is the aim. This attainment is equated with Nirvana.
Los objetivos de la fundación se expresan a través del lema "World Peace through Inner Peace” en español (“Paz mundial a través de la paz interior"), aunque en tailandés también se usa el lema "Nacemos para construir nuestros parami". A Otro lema es "Dhammakaya es el objetivo de la vida". Los dos últimos a menudo se combinan en una oración, en la que el cumplimiento de paramai es el camino, y el logro del Dhammakaya en el nivel más alto es el objetivo. Este logro se equipara con Nirvana.

## Diseño de complejo de edificios

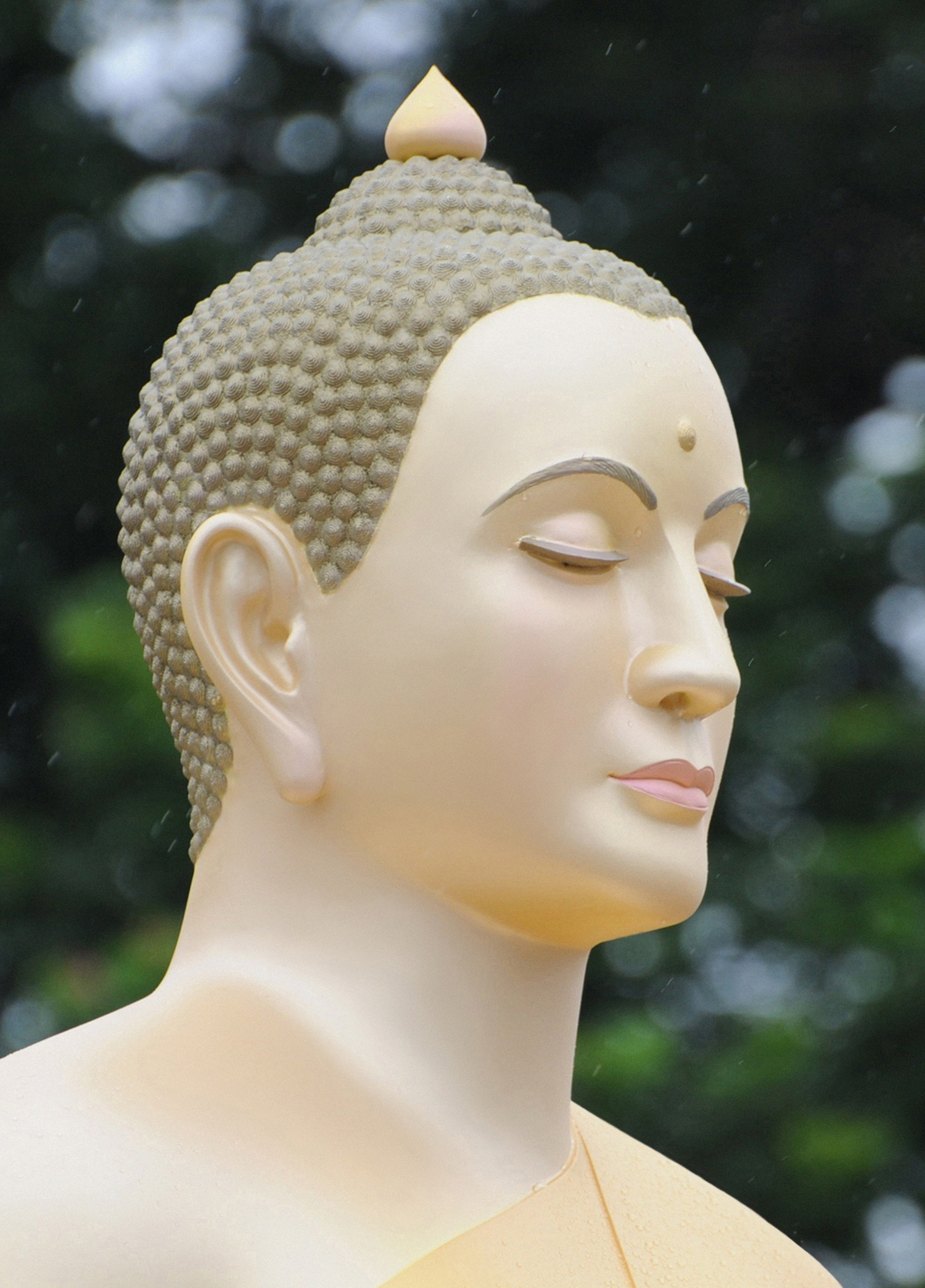
Las imágenes de Buda del templo están hechas siguiendo los 32 signos tradicionales de un gran hombre.

La apariencia general del templo es limpia y ordenada. El templo tiene muchos jardines bien cuidados y zonas verdes. Inusual en un edificio de templo budista en Tailandia, los edificios son funcionalistas con una ornamentación mínima, lo que les da un aspecto futurista, moderno y global. Pero se basan en una tradición más antigua.
El área del templo se divide en tres partes: la "zona de residencia de Buda" (en tailandés: เขตพุทธาวาส), que incluye el Ubosot y las áreas de residencia para monjes; el "área de residencia de Dhamma" (en tailandés: เขตธรรมาวาส) que incluye las áreas de enseñanza y ceremonias que involucran a laicos; y finalmente, la 'área de residencia de Sangha' (en tailandés: เขตสังฆาวาส), incluidas las áreas para ceremonias monásticas. Aunque muchos templos tailandeses dividen su área de esta manera, Wat Phra Dhammakaya se destaca porque utiliza la mayor parte del espacio de los terrenos del templo para el área de residencia del Dhamma, proporcionando suficiente espacio para las grandes masas de personas que acuden a las actividades del templo, y para la comunidad internacional.

### Áreas antiguas
En las áreas más antiguas, son de importancia los siguientes edificios:
- El Ubosot: diseñado con base en Wat Benchamabophit, el edificio recibió una mención honorífica de la Asociación de Arquitectos Siameses (ASA) en 1998.[322][323]  La imagen de Buda en el ubosot es más moderna que clásica. Sin embargo, las imágenes de Buda del templo están hechas siguiendo las características tradicionales de treinta y dos de un Gran Hombre, mencionadas en el Canon Pali, y el templo cree que son más auténticas que muchos otros tipos de imágenes de Buda.[318][324][325]
- El Salón Conmemorativo de Khun Yai Achan Chandra Khonnokyoong: esta capilla hexagonal en forma de pirámide fue construida en 2003. Esta estructura de dos pisos y 29 metros (95 pies) de altura está hecha de vidrio con placa dorada. La planta inferior es un museo con una exposición que cuenta la biografía de Maechi Chandra Khonnokyoong. La planta superior alberga una imagen dorada de Maechi Chandra.[323][326]
- Tavatimsa: un edificio donde Luang Por Dhammajayo solía someterse a tratamiento por su enfermedad.[323]
- Purohita: un importante edificio de oficinas.[327]
- Dhammakaya English Learning Center: un centro para el estudio del inglés para su uso en la propagación del budismo, con profesores extranjeros con experiencia. La Universidad Abierta Dhammakaya y los kutis (residencias) para monjes también se encuentran en las secciones más antiguas.[328]

### El World Dhammakaya Center

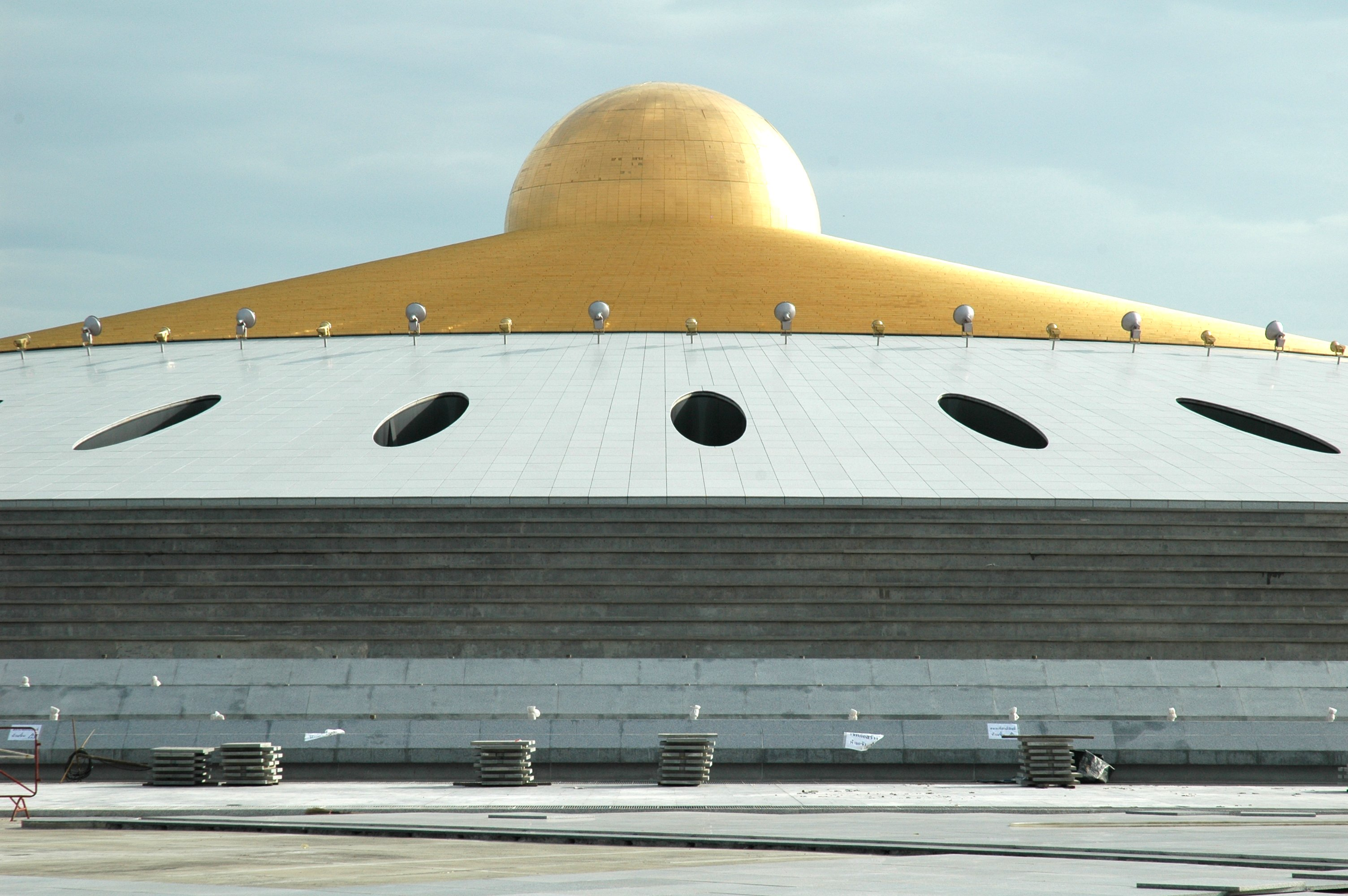
El Salón Conmemorativo de Phramongkolthepmuni

Desde 1984, el número de personas que se unieron a las ceremonias del templo excedió su capacidad e impulsó la decisión de ampliar el sitio y la construcción del World Dhammakaya Center, un área de dos mil rai (3,2 km²). Los edificios se diseñan utilizando los principios de la práctica de meditación y, según el templo, están construidos para durar mil años. En el área hay varios edificios importantes:
- El Gran Sapha Dhammakaya Hall: esta construcción tipo hangar construida en 1997 es un edificio multifuncional de dos pisos, utilizado para la meditación, conferencias y ceremonias budistas, una guardería y entrenamiento para jóvenes y conferencias monásticas. El nivel superior ha sido diseñado para acomodar a 150,000 personas. El nivel inferior se usa principalmente para estacionar, pero se puede usar como capacidad de asientos para 150,000 personas adicionales, si es necesario..[323][55][331]
- El Dhammakaya Cetiya: El Dhammakaya Cetiya es descrito por el templo como un símbolo de la paz mundial a través de la paz interior. El diseño se basa en el estilo arquitectónico de las diferentes stupas antiguas, entre las que se encuentran las estupas de Sanchi, Borobodur, Anuradhapura, Shwedagon y las estupas del Reino Pagano. El Cetiya tiene la forma de una cúpula hemisférica, de treinta y dos metros de altura y ciento ocho metros de diámetro. La cúpula hemisférica representa al Buda, las terrazas interiores circundantes, el Dhamma, y las terrazas exteriores de granito, el Sangha. El exterior tiene 300,000 imágenes de Buda, colocadas en la cúpula y las terrazas. Cada una de las imágenes tiene el nombre del donante grabado en ella, que es una vieja tradición. Dentro del Cetiya hay textos de Tipitaka, otras 700,000 imágenes de Buda y un gran Buda central de 4,5 m hecho de plata esterlina. La imagen central de Buda simboliza la posibilidad de liberación a través de la meditación. Las terrazas exteriores del Cetiya pueden albergar a diez mil monjes, mientras que el área abierta alrededor del Cetiya puede albergar a 600,000 personas. El área se ha convertido en un lugar de encuentro para budistas de todo el mundo, que se unen a las ceremonias anuales. Fue inaugurado oficialmente en 2000.[332][333][55][334][335][336]
- El Gran Anfiteatro de Meditación: El Gran Anfiteatro de Meditación es el nombre de una estructura parecida a un estadio de dos pisos construida para acomodar a monjes, samaneras y personas de todo el mundo para meditar y orar. El Anfiteatro se ha construido alrededor de Cetiya y tiene capacidad para 300,000 personas. Fue terminado en 2004.[323]
- El Salón Conmemorativo de Phramongkolthepmuni: este edificio abovedado circular de 108 metros (354 pies) de altura fue terminado en 2003 en honor a Luang Pu Sodh Candasaro. Alberga una estatua dorada de Luang Pu Sodh. El edificio está abierto para visitantes o peregrinos.[323]
- El comedor de Khun Yay Archaraya Chandra Khonnokyoong: terminado en 2004, el comedor de Khun Yay tiene capacidad para hasta seis mil monjes. Todos los días, los laicos vienen a ofrecer comida y refrescos a más de 1,200 monjes y samaneras que residen en el templo.[337][323]
- La escuela Pariyattithum: esta es una escuela en la que el budismo y Pali se enseña a laicos y monásticos, en diferentes niveles. La escuela fue fundada en 1985.[338]
- El edificio del sexagésimo año: este es un edificio que se planea usar para la meditación Dhammakaya en un nivel avanzado. En el techo se han colocado 300,000 imágenes de Buda.[339][323]
- Oficina de centenas de años de Khun Yai Ajan Maharatana Upasika Chan Khonnokyoong: a partir de 2017, este edificio estaba en desarrollo.[323] Está destinado a ser un edificio de oficinas central para la administración, pero también tendrá actividades educativas en él. La forma esférica simboliza el logro en la meditación.[323] El edificio ha sido equipado con un sistema de refrigeración por agua de circuito cerrado y está hecho de hormigón autocompactante.[340] Actualmente, la Fundación Dhammakaya se encuentra aquí.[341]

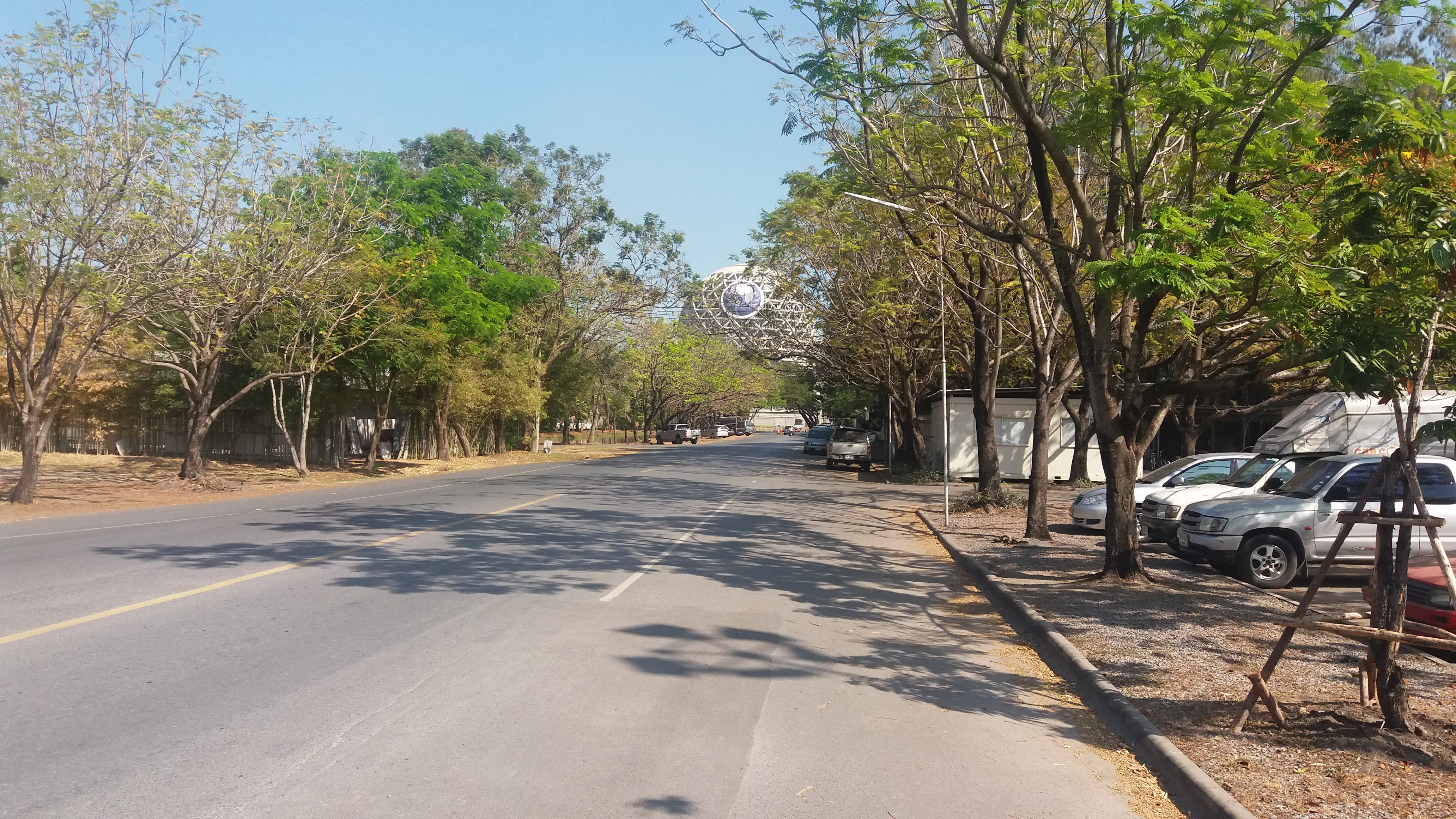
Una calle que sube hasta los edificios de oficinas en Wat Phra Dhammakaya.

Además de estos, en el World Dhammakaya Center también hay más edificios de oficinas, un centro médico, kutis para las samaneras, un centro de cómputo y un centro de transmisión para el canal de televisión por satélite y el canal de radio. El diseño de la construcción del World Dhammakaya Center se ha comparado con el de Wat Mahadhatu, en el sentido de que el diseño refleja el orden cosmológico y la idea de la nación.
La intención de Wat Phra Dhammakaya es convertir el World Dhammakaya Centre en un lugar de reunión y lugar de peregrinación para budistas de todo el mundo, así como la Ciudad del Vaticano para los cristianos y La Meca para los musulmanes.

## Citas
1. 1 2  Sirikanchana, 2010, p. 885.
2. ↑  Swearer, 2010, p. 114.
3. 1 2 3 4  Scott, 2009, p. 52.
4. ↑  Irons, 2008, p. 155.
5. 1 2  Heikkilä-Horn, 1996, p. 94.
6. ↑  Rajakaruna, J. (28 de febrero de 2008). «Maha Dhammakaya Cetiya where millions congregate seeking inner peace». Daily News (Sri Lanka) (Lake House).
7. 1 2  McDaniel, Justin (2006). «Buddhism in Thailand: Negotiating the Modern Age».  En Berkwitz Berkwitz, Stephen C. Stephen C., ed. Buddhism in World Cultures: Comparative Perspectives. Santa Barbara, California: ABC-CLIO. ISBN 1-85109-787-2.
8. ↑  Sirikanchana, 2010.
9. 1 2  Sivaraksa, 1987.
10. 1 2  Taylor, 1989.
11. ↑  Fuengfusakul, 1998, pp. 41–3.
12. ↑  Falk, Monica Lindberg (2007). Making fields of merit: Buddhist female ascetics and gendered orders in Thailand. Copenhagen: NIAS Press. ISBN 978-87-7694-019-5.
13. ↑  McDaniel, 2010, pp. 41, 662.
14. 1 2  Zehner, 2005, p. 2324.
15. ↑  Bunbongkarn, Suchit (1 de enero de 2000). «Thailand: Farewell to Old-Style Politics?». Southeast Asian Affairs (ISEAS, Yosuf Ishak Institute): 285-95. JSTOR 27912257.
16. ↑  Mackenzie, 2007, p. 64.
17. 1 2 3  Zehner, 2013, p. 191.
18. 1 2  Fuengfusakul, 1998, p. 35.
19. ↑  Litalien, 2010, p. 143.
20. ↑  Burford, Grace G. (2005). «Pali Text Society».  En Jones, Lindsay, ed. Encyclopedia of Religion 10 (2 edición). Farmington Hills: Thomson-Gale. p. 6956. Archivado desde el original el 2 de marzo de 2017.
21. ↑  Lancaster, Lewis R. (2013). «Digital input of Buddhist texts».  En Keown, Damien; Prebish, Charles S., eds. Encyclopedia of Buddhism. Hoboken: Taylor and Francis. p. 289. ISBN 1-136-98588-3.
22. 1 2 3 4 5  Sirikanchana, 2010, p. 886.
23. ↑  Litalien, 2010, p. 137.
24. ↑  «United Nations Civil Society Participation (iCSO)». Integrated Civil Society Organizations System. United Nations Department of Economic and Social Affairs, NGO Branch. Consultado el 11 de noviembre de 2016.
25. ↑  «United Nations Economic and Social Council-Commission on the Status of Women». United Nations. 17 de noviembre de 2015. Consultado el 18 de septiembre de 2016.
26. ↑  Fuengfusakul, 1998, p. 122.
27. 1 2 3  Banchanon, Phongphiphat (3 de febrero de 2015). «รู้จัก "เครือข่ายธรรมกาย"» [Llegar a conocer la Dhammakaya red]. Forbes Thailand (en tailandés). Archivado desde el original el 11 de noviembre de 2016. Consultado el 11 de noviembre de 2016.
28. ↑  Fuengfusakul, 1998, p. 123.
29. 1 2  Na Songkhla, N. (1994). «Thai Buddhism Today: Crisis?». Buddhism into the Year 2000. Khlong Luang, Patumthani: Dhammakaya Foundation. pp. 115-6. ISBN 9748920933.
30. ↑  Peleggi, Maurizio (2007). Thailand: The worldly kingdom. London: Reaktion Books. p. 114. Archivado desde el original el 23 de diciembre de 2018. Consultado el 24 de marzo de 2018.
31. 1 2  Fuengfusakul, 1993, pp. 160, 168.
32. ↑  Mackenzie, 2007, p. 44.
33. ↑  «บรรพชาอุบาสิกาแก้วหนึ่งแสนคน ร่วมราชกุศลถวายราชนี» [100,000 "ratana-upasikas" la práctica de la renuncia en honor de la Reina]. Khao Sod (en tailandés). 15 de julio de 1998. p. 27  – via Matichon E-library. (requiere suscripción).
34. 1 2  Harvey, 2013, p. 391.
35. ↑  Gearing, Julian (30 de diciembre de 1999). «Buddhist Scapegoat?: One Thai abbot is taken to task, but the whole system is to blame». Asiaweek. Archivado desde el original el 25 de junio de 2009.
36. 1 2 3  Scott, 2009, pp. 132–4.
37. ↑  «ย้อนรอยคดีธัมมชโย» [Revisión de Dhammajayo demandas del]. Matichon (en tailandés). 23 de agosto de 2006. p. 16. Consultado el 18 de diciembre de 2016 – via Matichon E-library. (requiere suscripción).
38. ↑  Scott, 2009, pp. 129, 137, 143.
39. ↑  Chinmani, Vorawit (22 de julio de 2015). «เคลียร์ "คำวินิจฉัย" ปาราชิก» [Limpiar el análisis de un delito que lleva a desnudarse]. Thai PBS (en tailandés).
40. ↑  «Frequently Asked Questions». Dhammakaya Foundation. Archivado desde el original el 20 de diciembre de 2016. Consultado el 12 de noviembre de 2016.
41. ↑  «ฉุนมติมหาเถรสมาคมอุ้มธรรมกาย พุทธะอิสระยกขบวนพรึบวัดปากน้ำ» [Enojado acerca de la toma de SSC proteger Dhammakaya, Buda Issara de repente se mueve en la procesión de Wat Paknam]. Matichon (en tailandés). 23 de febrero de 2015. p. 12  – via Matichon E-library. (requiere suscripción).
42. ↑  Puengnet, Pakorn (10 de diciembre de 1999). «ลำดับเหตุการณ์สงฆ์จัดการสงฆ์ 1 ปีแค่พักตำแหน่งธัมมชโย» [Cronología de los acontecimientos: la Sangha tratar con la Sangha, después de 1 año de suspensión para Dhammajayo]. ฺ Bangkok Biz News (en tailandés) (The Nation Group). p. 2. Consultado el 18 de diciembre de 2016 – via Matichon E-library. (requiere suscripción).
43. ↑  «พระสังฆราชองค์ที่ ๒๐» [El 20 de Sangharaja]. Thai PBS (en tailandés). 18 de diciembre de 2016.  Escena en 9:12. Consultado el 18 de diciembre de 2016.
44. ↑  Matichon, 10 January 1999,, p. 4.
45. ↑  «สาวกธรรมกายอาลัยชีจันทร์ตั้งศพสวดยสวถึงม.ค.ปีหน้า» [Dhammakaya los discípulos de conmemorar Chi Chandra, cantando hasta enero del próximo año antes de la cremación]. Matichon (en tailandés). 18 de septiembre de 2000. p. 19  – via Matichon E-library. (requiere suscripción).
46. ↑  Litalien, 2010, pp. 116–7, 120, 125, 156.
47. ↑  Scupin, Raymond (2001). «Parallels Between Buddhist and Islamic Movements in Thailand». Prajna Vihara 2 (1).
48. ↑  Zehner, 1990, p. 424.
49. ↑  «List of World No Tobacco Day awardees-2004». World Health Organization. 17 de septiembre de 2011. Consultado el 9 de enero de 2016.
50. ↑  Mackenzie, 2007, p. 71.
51. ↑  Hills, Jonathan (5 de abril de 2005). «CSR and the alcohol industry: a case study from Thailand». CSR Asia. Archivado desde el original el 29 de noviembre de 2016. Consultado el 29 de noviembre de 2016.
52. ↑  «ขบวนการต้านน้ำเมา ร้อยบุปผาบานพร้อมพรัก ร้อยสำนักประชันเพื่อใคร?» [La resistencia contra el alcohol: un centenar de flores florecen totalmente, y para el que hacer de un centenar de instituciones de competir?]. Nation Weekend (en tailandés) (The Nation Group). 4 de marzo de 2005. Archivado desde el original el 1 de diciembre de 2016. Consultado el 28 de noviembre de 2016.
53. ↑  Kazmin, Amy (4 de enero de 2006). «Thai brewer creates stir with Singapore plan». The Financial Times. Consultado el 29 de noviembre de 2016. (requiere suscripción).
54. ↑  Heikkilä-Horn, 2015, p. 63.
55. 1 2 3 4  Snodgrass, 2003.
56. ↑  Litalien, 2010, pp. 148–9.
57. 1 2  Taylor, Jim (2008). Buddhism and Postmodern Imaginings in Thailand: The Religiosity of Urban Space. Ashgate Publishing. ISBN 978-0-7546-6247-1. Consultado el 18 de septiembre de 2016.
58. ↑  «Copia archivada» [18 años de demandas en contra de Phra Dhammajayo: va a terminar con este gobierno?]. VoiceTV (en tailandés) (Digital TV Network). 27 de junio de 2016.  Escena en 4:12. Archivado desde el original el 21 de diciembre de 2016. Consultado el 18 de diciembre de 2016.
59. ↑  «อัยการถอนฟ้องธัมมชโย ยอมคืนเงินยักยอก 950 ล.» [El fiscal retira los cargos Dhammajayo, Dhammajayo se compromete a devolver malversado 950 M.]. Naew Na (en tailandés). 23 de agosto de 2006. p. 1. Consultado el 6 de diciembre de 2016 – via Matichon E-library. (requiere suscripción).
60. ↑  «Thai court spares founder of Dhammakaya». Bangkok Post. 23 de agosto de 2006. Consultado el 11 de septiembre de 2016 – via The Buddhist Channel.
61. ↑  Swearer, 2010, p. 141.
62. ↑  «Thailand: Devotees block arrest of Dhammakaya temple abbot». BBC News. 16 de junio de 2016. Consultado el 15 de noviembre de 2016.
63. 1 2  Head, Jonathan (22 de marzo de 2017). «The curious case of a hidden abbot and a besieged temple». BBC (Bangkok). Consultado el 22 de marzo de 2017.
64. ↑  Tostevin, Matthew; Satrusayang, Cod; Thempgumpanat, Panarat (24 de febrero de 2017). «The power struggle behind Thailand's temple row». Reuters. Consultado el 25 de febrero de 2017.
65. ↑  «ประณีต อ่อนไหว ทำไม บุญชัย เบญจรงคกุล บาทก้าว ธรรมกาย» [Refinado y rápido: ¿por Qué Boonchai Benjarongkul paso para Dhammakaya?]. Matichon (en tailandés). 21 de junio de 2016. Archivado desde el original el 25 de agosto de 2016. Consultado el 20 de agosto de 2016.
66. ↑  Tan Hui Yee (23 de junio de 2016). «Politics and religion coming worryingly together in temple scandal». The Straits Times (Singapore Press Holdings). Consultado el 16 de noviembre de 2016. (requiere suscripción).
67. ↑  Rojanaphruk, Pravit (12 de junio de 2016). «Yellow & Red Seen in Orange Folds of Dhammakaya Scandal». Khaosod. Consultado el 16 de noviembre de 2016.
68. ↑  Taylor, Jim (6 de marzo de 2017). «The perplexing case of Wat Dhammakaya». New Mandala. Consultado el 9 de marzo de 2017.
69. ↑  Thaweesak, Surapot (20 de febrero de 2011). «เบื้องหลังวิจัยบทบาทพระสงฆ์กับการเลือกฝ่าย 'แดง-เหลือง-กลาง'» [Una mirada más cercana en el estudio en función de la Sangha en la selección de color Amarillo, Rojo o neutral lado]. Prachatai (en tailandés). Consultado el 31 de diciembre de 2017.
70. ↑  Seeger, 2006, p. 1.
71. 1 2  Taylor, 2007, p. 9.
72. ↑  Bansong, Aggarat (15 de enero de 2013). «'One million children' join Buddhist meditation event». BBC News (BBC). Consultado el 10 de noviembre de 2016.
73. 1 2  «การตลาดธรรมกาย» [Dhammakaya de marketing]. Channel 8 (Thailand) (en tailandés). 26 de febrero de 2015. Consultado el 20 de noviembre de 2016.
74. ↑  «กฐินยุคทักษิณสุดกร่อย ศรัทธาหด เศรษฐกิจฟุบ» [Una tranquila Kathina en el Thaksin período: la fe y la economía están rompiendo]. Dokbia Thurakit (en tailandés). 10 de noviembre de 2003. p. 11. Consultado el 5 de diciembre de 2016 – via Matichon E-library. (requiere suscripción).
75. ↑  «ชมรมพุทธศาสตร์สากลฯ จัดงานวันรวมพลังเด็กดีวีสคตาร์ครั้งที่ 9» [Budista internacional de la Sociedad organiza un 9 V-star Día para el bien de los niños a unirse a las manos]. Matichon (en tailandés). 20 de diciembre de 2014. p. 5. Consultado el 3 de diciembre de 2016 – via Matichon E-library. (requiere suscripción).
76. ↑  Litalien, 2010, p. 135.
77. 1 2 3  Agarwal, Ruchi (2015). «Linking Religions with Trade Networks and Their Marketing Infrastructure in Asia». The 2015 WEI International Academic Conference Proceedings, the West East Institute (Athens): 61.
78. ↑  Education News Team (4 de julio de 2009). «"วัดโมลี-ธรรมกาย-ตากฟ้า-โสธร" คว้าบาลีดีเด่น» [Wat Moli, Dhammakaya, Tak Fa y Sothorn obtener premios por su excelente Pali]. Thai Rath (en tailandés) (Wacharapol). Archivado desde el original el 23 de noviembre de 2016. Consultado el 22 de noviembre de 2016.
79. ↑  «43 หัวกะทิภิกษุ-สามเณร ผ่านประโยค 9 ปี 53» [43 parte superior de los monjes y novicios obtener de noveno grado en el año 2010]. Thai Rath (en tailandés) (Wacharapol). 6 de marzo de 2010.
80. ↑  Wynne, Alexander. «The ur-text of the Pali Tipiṭaka: Some reflections based on new research into the manuscript tradition». Oxford Centre for Buddhist Studies. Consultado el 23 de agosto de 2016.
81. ↑  Gombrich, Richard (6 de septiembre de 2015). «OCBS News March 2013 – Tipitaka». Oxford Centre for Buddhist Studies. Oxford. Archivado desde el original el 6 de septiembre de 2015. Consultado el 19 de septiembre de 2016.
82. ↑  Wynne, Alexander (2013). «A Preliminary Report on the Critical Edition of the Pāli Canon being prepared at Wat Phra Dhammakāya». Thai International Journal of Buddhist Studies IV: 167, 142-3. ISSN 2286-8348.
83. ↑  Kom Chad Luek, 24 February 2010,, p. 32.
84. 1 2  «วัดพระธรรมกายถวายสังฆทาน 323 วัด มอบทุนช่วยเหลือครูใต้» [Wat Phra Dhammakaya ofrece fondos para ayudar a los maestros y 323 templos en el Sur de]. Banmuang (en tailandés). 1 de enero de 2014. p. 13  – via Matichon E-library. (requiere suscripción).
85. ↑  Litalien, 2010, p. 148.
86. ↑  «Thailand Floods 4». The Associated Press. 17 de octubre de 2011. Consultado el 10 de noviembre de 2016.
87. ↑  «7อ.ปทุมฯวิกฤติ น้ำสูงกว่า3ม. 'ลำลูกกา'ไม่ได้รับความช่วยเหลือ» [Crisis en 7 municipios, en Patumthani: agua superior a 3 m, Lamlukka no ha recibido ayuda]. Thai Rath (en tailandés) (Wacharapol). 3 de noviembre de 2011. Consultado el 2 de diciembre de 2016.
88. ↑  «วัดพระธรรมกายกับวิกฤติน้ำท่วม» [Wat Phra Dhammakaya y la crisis de las inundaciones]. Naew Na (en tailandés). 31 de octubre de 2011. p. 17. Consultado el 2 de diciembre de 2012 – via Matichon E-library. (requiere suscripción).
89. ↑  «Flooding threatens Bangkok». CNN (Turner Broadcasting System). 24 de octubre de 2011. Image 2. Consultado el 10 de noviembre de 2016.
90. ↑  «Bangkok flood barriers hold firm». Express. 17 de octubre de 2011. Consultado el 16 de noviembre de 2016.
91. ↑  «Chaos reigns as strong torrents breach the dyke in Nava Nakorn». The Nation. 18 de octubre de 2011. p. 14. Consultado el 2 de diciembre de 2016 – via Matichon E-library. (requiere suscripción).
92. ↑  «สะกิดจิตสำนึก รัฐบาลสนับสนุนพุทธศาสนา» [Sensibilización: gobierno de apoyar el Budismo]. Thai Rath (en tailandés) (Wacharapol). 8 de febrero de 2012. p. 15. Consultado el 2 de diciembre de 2016 – via Matichon E-library. (requiere suscripción).
93. ↑  Litalien, 2010, p. 145.
94. ↑  «คณะสงฆ์ 30,000 กว่าวัดทั่วประเทศ เจริญพระพุทธมนต์» [30,000 templos nacional de canto textos Budistas]. Prachachat Thurakit (en tailandés). 28 de abril de 2014. p. 11. Consultado el 3 de diciembre de 2016 – via Matichon E-library. (requiere suscripción).
95. ↑  «สองสมเด็จฯ ร่วมงานวันธรรมะคุ้มครองโลก» [Dos de alto standing monjes se unió el Dhamma del Día de la Tierra]. Pim Thai (en tailandés). 24 de abril de 2013. p. 7. Consultado el 3 de diciembre de 2016 – via Matichon E-library. (requiere suscripción).
96. ↑  de Silva, Neville (13 de febrero de 2009). «LTTE preventing civilians leaving war zone, Prime Minister tells Thai counterpart». Daily News (Lake House). Consultado el 9 de mayo de 2016.
97. 1 2  Chachavalpongpun, Pavin (17 de marzo de 2017). «Crouching Junta, Hidden Abbot». The New York Times (en inglés estadounidense). ISSN 0362-4331. Consultado el 29 de julio de 2017.
98. 1 2  Dubus, Arnaud (22 de junio de 2016). «Controverse autour du temple bouddhique Dhammakaya: un bras de fer religieux et politique» [La polémica sobre el Dhammakaya templo Budista: Una religiosa y política de enfrentamiento]. Églises d'Asie (en francés) (Information Agency for Foreign Missions of Paris). Archivado desde el original el 23 de enero de 2017. Consultado el 24 de marzo de 2018.
99. ↑  «Dhammakaya responde a problemas que amenazan Budista religión». Thai News Agency (en tailandés). 3 de junio de 2016. Archivado desde el original el 18 de marzo de 2017. Consultado el 15 de noviembre de 2016.
100. ↑  Tan Hui Yee (25 de febrero de 2016). «Tense times for Thai junta, Buddhist clergy». The Straits Times (Singapore Press Holdings). Consultado el 16 de noviembre de 2016. (requiere suscripción).
101. ↑  Wechsler, Maxmilian (10 de mayo de 2009). «Law enforcement agency tries to shake off shackles». Bangkok Post. p. 6  – via Matichon e-library. (requiere suscripción).
102. ↑  Dubus, Arnaud (18 de enero de 2016). «La Thaïlande se déchire à propos de la nomination du chef des bouddhistes» [Tailandia se debate sobre el nombramiento de un líder Budista]. Églises d'Asie (en francés) (Information Agency for Foreign Missions of Paris). Archivado desde el original el 23 de enero de 2017. Consultado el 24 de marzo de 2018.
103. ↑  Dubus, Arnaud (22 de junio de 2016). «Controverse autour du temple bouddhique Dhammakaya: un bras de fer religieux et politique» [La polémica sobre el Dhammakaya templo Budista: Una religiosa y política de enfrentamiento]. Églises d'Asie (en francés) (Information Agency for Foreign Missions of Paris). Archivado desde el original el 23 de enero de 2017. Consultado el 24 de marzo de 2018.
104. ↑  Thamnukasetchai, Piyanuch (28 de febrero de 2015). «Thai abbot to be probed over massive donations». The Nation (Thailand). Asia News Network. Archivado desde el original el 11 de diciembre de 2015. Consultado el 24 de marzo de 2018 – via Asia One.
105. ↑  Tan Hui Yee (23 de junio de 2016). «Politics and religion coming worryingly together in temple scandal». The Straits Times (Singapore Press Holdings). Consultado el 16 de noviembre de 2016. (requiere suscripción).
106. 1 2  «พิษเงินบริจาคพันล้าน» [Venenosas las donaciones de miles de millones de baht]. Thai PBS (en tailandés). 2 de mayo de 2016. Consultado el 11 de noviembre de 2016. Resumen divulgativo – Dhammakaya Uncovered (21 April 2016).
107. ↑  «ฟังทนายพระธัมมชโย แจงคดีร้อน» [Vamos a escuchar el abogado de Phra Dhammajayo, proporcionando información acerca de un controvertido juicio]. Spring News (en tailandés). 28 de abril de 2016. Archivado desde el original el 2 de mayo de 2016. Consultado el 4 de abril de 2016. Resumen divulgativo – Dhammakaya Uncovered (21 April 2016).
108. ↑  «พิษเงินบริจาคพันล้าน» [Venenosas las donaciones de miles de millones de baht]. Thai PBS (en tailandés). 2 de mayo de 2016. Consultado el 11 de noviembre de 2016. Resumen divulgativo – Dhammakaya Uncovered (21 April 2016).
109. ↑  «Police raid Thai temple in search of wanted monk». Thai PBS. 16 de junio de 2016  – via Associated Press.
110. ↑  Thana, CS; Constant, Max. «Thai police blocked from arresting controversial abbot». Anadolu Agency (Bangkok). Consultado el 15 de noviembre de 2016.
111. ↑  Yee, Tan Hui (28 de mayo de 2016). «Thai abbot defies orders to appear at fraud probe». The Straits Times (Singapore Press Holdings). Consultado el 11 de noviembre de 2016. (requiere suscripción).
112. ↑  «ธัมมชโย (ไม่) ผิด?» [Es Dhammajayo la culpa?]. Spring News (en tailandés). 6 de mayo de 2016. Consultado el 18 de noviembre de 2016.
113. ↑  «Monks summoned for questioning in Dhammajayo's case». Bangkok Post (The Post Publishing). 6 de julio de 2016. (requiere suscripción).
114. ↑  Tamnukasetchai, Piyanuch (23 de agosto de 2016). «Dhammakaya lawyer, M-home board members hear charges». The Nation (Thailand). Archivado desde el original el 21 de marzo de 2017. Consultado el 16 de noviembre de 2016.
115. ↑  «Thai police pursue Buddhist monk with new arrest warrant». Reuters. 26 de enero de 2017. Consultado el 29 de enero de 2017.
116. ↑  Murdoch, Lindsay (27 de diciembre de 2016). «Police delay raid on Thailand's largest temple after stand-off with monks». The Sydney Morning Herald. Consultado el 8 de enero de 2017.
117. ↑  «308 criminal cases filed against Dhammakaya Temple». The Nation. Archivado desde el original el 21 de febrero de 2017. Consultado el 25 de febrero de 2017.
118. ↑  «พระหายาก: สรุปสถานการณ์หลังใช้ ม.44 ก่อนและหลังปิดล้อมวัดพระธรรมกาย» [Un monje que es difícil de encontrar: resumen de la situación después de usar la sección 44, antes y después de bloqueo de seguridad]. Prachatai (en tailandés). 16 de marzo de 2017. Consultado el 24 de diciembre de 2017.
119. ↑  Corben, Ron. «Thai Authorities Continue Standoff at Buddhist Temple». VOA. Consultado el 1 de marzo de 2017.
120. ↑  «Misguided Section 44 use». Bangkok Post (Post Publishing). Consultado el 1 de marzo de 2017.
121. ↑  «Dhammakaya saga's cost is too high». Bangkok Post (Post Publishing). Consultado el 6 de marzo de 2017.
122. ↑  «Temple money "invested in shares"». The Nation. Archivado desde el original el 6 de junio de 2018. Consultado el 24 de marzo de 2017.
123. ↑  «Thai junta replaces director of Buddhism department with policeman». Reuters India. Archivado desde el original el 4 de febrero de 2018. Consultado el 24 de marzo de 2017.
124. ↑  «Thailand seeks new abbot for scandal-hit Buddhist temple». Reuters. 23 de marzo de 2017. Consultado el 24 de marzo de 2017.
125. ↑  «Dhammakaya Temple Under Scrutiny». The Wall Street Journal. 27 de mayo de 2017.
126. ↑  Thaweesak, Surapot (13 de diciembre de 2016). «รัฐ ศาสนจักร และธรรมกาย» [El estado, a los religiosos de dominio y Dhammakaya]. Prachatai (en tailandés). Consultado el 26 de diciembre de 2017.
127. ↑  «ธรรมกายคืนชีพ!» [Dhammakaya es revivido!]. Kom Chad Luek (en tailandés). 14 de diciembre de 2017. Consultado el 24 de diciembre de 2017.
128. ↑  «ความคิดเห็นประชาชนกับกระแสการกลับมาของธุดงค์ธรรมชัยวัดพระธรรมกาย» [Las opiniones de la gente acerca de la reactivación de la Dhammachai Dhutanga de Wat Phra Dhammakaya]. Amarin (Thailand) (en tailandés). 29 de noviembre de 2017. Consultado el 25 de diciembre de 2017.
129. ↑  «ธรรมกายในวันที่ไร้พระธัมมชโย» [Dhammakaya ahora sin Dhammajayo]. Thai PBS (en th-TH). 29 de diciembre de 2017. Consultado el 7 de enero de 2018.
130. ↑  Yee, Tan Hiu (28 de febrero de 2017). «A gruelling, surreal and potentially sinister stand-off». The Straits Times (en inglés). Consultado el 7 de octubre de 2017.
131. ↑  Head, Jonathan (22 de marzo de 2017). «The curious case of a hidden abbot and a besieged temple». BBC (Bangkok). Consultado el 22 de marzo de 2017.
132. ↑  Gearing, Julian (30 de diciembre de 1999). «Buddhist Scapegoat?: One Thai abbot is taken to task, but the whole system is to blame». Asiaweek. Archivado desde el original el 25 de junio de 2009.
133. ↑  «Copia archivada» [El problema de Wat Dhammakaya: es el gobierno sorprendió?]. Khao Sod (en tailandés) (9581) (Matichon Publishing). 20 de febrero de 2017. Archivado desde el original el 15 de marzo de 2017. Consultado el 14 de marzo de 2017.
134. ↑  Tanakasempipat, Patpicha; Kittisilpa, Juarawee; Thepgumpanat, Panarat (22 de abril de 2016). «Devotees at Thai temple give alms to tens of thousands of Buddhist monks».  En Lefevre Lefevre, Amy Sawitta Amy Sawitta, ed. Reuters. Consultado el 20 de agosto de 2016.
135. ↑  Yimprasert, Sutchachai (27 de febrero de 2017). «ธรรมกายในประวัติศาสตร์» [La historia de Dhammakaya]. Lok Wan Nee (en tailandés). Consultado el 13 de marzo de 2017.
136. 1 2  «Men-at-alms». The Economist (Patumthani). 2 de abril de 2016. Consultado el 20 de agosto de 2016.
137. 1 2  McCargo, 2012, p. 638.
138. ↑  «Somdet Phra Maha Muneewong appointed new supreme patriarch». The Nation. 7 de febrero de 2017. Archivado desde el original el 8 de febrero de 2017. Consultado el 8 de febrero de 2017. (requiere suscripción).
139. ↑  «Sangha Act set to pass – The Nation». The Nation (en inglés). Archivado desde el original el 30 de diciembre de 2016. Consultado el 4 de septiembre de 2017.
140. 1 2  Mérieau, Eugénie (4 de abril de 2015). «De la récupération politique du bouddhisme» [Acerca de la política de recuperación del Budismo]. Gavroche (en francés). Archivado desde el original el 29 de julio de 2017  – via Alter Asia.
141. ↑  Litalien, 2010, p. 125.
142. ↑  Rojanaphruk, Pravit (12 de junio de 2016). «Yellow & Red Seen in Orange Folds of Dhammakaya Scandal». Khaosod. Consultado el 16 de noviembre de 2016.
143. ↑  Rojanaphruk, Pravit (18 de diciembre de 2016). «A Look Inside the Besieged Wat Dhammakaya». Khao Sod English (Matichon Publishing). Consultado el 20 de diciembre de 2016.
144. ↑  Macan-Markar, Marwaan (25 de enero de 2017). «Thai junta in showdown at Buddhist temple gates». Nikkei Asian Review. Consultado el 29 de enero de 2017.
145. ↑  «Thai police pursue Buddhist monk with new arrest warrant». Reuters. 26 de enero de 2017. Consultado el 29 de enero de 2017.
146. ↑  «Why the DSI want Dhammakaya Abbot (English Subs)», Thai Rath, 25 de febrero de 2017, consultado el 9 de marzo de 2017.
147. 1 2  Taylor, Jim (6 de marzo de 2017). «The perplexing case of Wat Dhammakaya». New Mandala. Consultado el 9 de marzo de 2017.
148. 1 2  Scott, 2009, p. 39–41.
149. 1 2 3  Newell, 2008.
150. ↑  «ธัมมชโย (ไม่) ผิด?» [Es Dhammajayo la culpa?]. Spring News (en tailandés). 6 de mayo de 2016. Consultado el 18 de noviembre de 2016.
151. ↑  Phraputthasat-mahabandit (14 de junio de 1999). «ศึกษากรณีพระพิมลธรรมกับพระธัมมชโยกับวิกฤติวงการสงฆ์ไทย+สังคมไร้สติ» [Phra Phimontham y Phra Dhammajayo los estudios de caso: la crisis en tailandia Sangha y la irreflexión de la sociedad]. Dokbia Thurakit (en tailandés). pp. 3-4. Consultado el 11 de diciembre de 2016 – via Matichon E-library. (requiere suscripción).
152. ↑  Janruang, Chamnan (1 de marzo de 2017). «กรณีธรรมกายจะจบอย่างไร» [¿Cómo será el Dhammakaya caso extremo?]. Prachatai (en tailandés). Consultado el 25 de diciembre de 2017.
153. ↑  Litalien, 2010, pp. 121, 124.
154. ↑  McCargo, Duncan (16 de agosto de 2004). «Buddhism, democracy and identity in Thailand». Democratization 11 (4): 165. doi:10.1080/1351034042000234576. Archivado desde el original el 9 de agosto de 2017.
155. ↑  McCargo, Duncan (7 de enero de 2009). «Thai Buddhism, Thai Buddhists and the southern conflict». Journal of Southeast Asian Studies 40 (1): 7. doi:10.1017/S0022463409000010.
156. ↑  Streckfuss y Templeton, 2002.
157. ↑  Panichkul, Intarachai (8 de junio de 2016). «Copia archivada» [Surapot Tawisak: comentar sobre la caída de Dhammakaya]. Post Today (en tailandés) (The Post Publishing). Archivado desde el original el 5 de diciembre de 2016. Consultado el 3 de diciembre de 2016.
158. ↑  «เชียงใหม่เสวนา วิกฤตธรรมกาย วิกฤตสังคม?» [Conferencia en chiang mai: Es la crisis en Dhammakaya una crisis en la sociedad?]. Prachatai (en tailandés) (Foundation for Community Studies). 12 de marzo de 2017. Consultado el 24 de diciembre de 2017.
159. ↑  Heikkilä-Horn, 1996, p. 97.
160. 1 2  Mackenzie, 2007.
161. ↑  Snodgrass, 2003, pp. 180–1.
162. ↑  Litalien, 2010, p. 145 n.39.
163. 1 2  Scott, 2009, pp. 48, 53–6, 87.
164. ↑  Cousins, L.S. (1996). «The Origins of Insight Meditation».  En Skorupski Skorupski, T. T., ed. The Buddhist Forum: Seminar Papers, 1994–1996 (London: University of London, School of Oriental and African Studies). p. 39.
165. ↑  Fuengfusakul, 1993, p. 176.
166. ↑  Mackenzie, 2007, pp. 67, 194–5.
167. ↑  Scott, 2006, pp. 216, 222.
168. ↑  Fuengfusakul, 1998, p. 127.
169. ↑  Taweesak, Surapot (28 de febrero de 2017). «ปัญหาพุทธศาสนาแบบชนชั้นกลางและธรรมกาย» [Los problemas con la clase media Budismo y Dhammakaya]. Prachatai (en tailandés). Consultado el 25 de diciembre de 2017.
170. ↑  Scott, 2009, p. 65.
171. ↑  Scott, 2009, pp. 57–8.
172. ↑  Fuengfusakul, 1998, pp. 37–8.
173. ↑  «สรุปผลธุดงค์ธรรมชัย 20 วัน ปลูกฝังศิลธรรมผ่าน "บวร"» [La evaluación de los 20 días Dhutanga Dhammachai: inculcar la virtud en casa, en el templo y en la escuela]. Naew Na (en tailandés). 22 de marzo de 2014. p. 21. Consultado el 2 de diciembre de 2016 – via Matichon E-library. (requiere suscripción).
174. ↑  «ธรรมกาย..."เรา คือ ผู้บริสุทธิ์" ผู้ใดเห็นธรรม ผู้นั้นเห็นเราตถาคต» [Dhammakaya: "Somos inocentes", "el que ve el Dhamma, me ve, el Tathagata"]. Dokbia Thurakit (en tailandés). 15 de marzo de 1999. pp. 5-6. Consultado el 12 de diciembre de 2016 – via Matichon E-library. (requiere suscripción).
175. ↑  Irons, 2008, p. 500.
176. 1 2 3  Seeger, 2010.
177. 1 2 3  Scott, 2009.
178. ↑  Buaban, Jesada (August 2016). ความทรงจำในดวงแก้ว: ความทรงจำที่แปรเปลี่ยนไปเกี่ยวกับวัดพระธรรมกายภายใต้ปริมณฑลรัฐบาลทหารปี พ.ศ. 2557–2559 [Memory in Crystal: Changing Memory on Dhammakaya Movement under the Umbrella of Military Junta 2014–2016] (pdf). The science of remembering and the art of forgetting 2nd conference (en tailandés). Songkhla-Nakharin University, Songkhla: Southeast Asian Studies Program, Walailak University. (requiere registro).
179. ↑  Petchpradap, Jom (20 de febrero de 2016). «สุรพศ ทวีศักดิ์ วิเคราะห์ อิทธิพลธรรมกายเป็นภัยจริงหรือ?» [Surapot Taweesak analiza si Dhammakaya la influencia es realmente peligroso]. Jomvoice (en tailandés). Consultado el 17 de marzo de 2017.
180. ↑  McCargo, Duncan (16 de agosto de 2004). «Buddhism, democracy and identity in Thailand». Democratization 11 (4): 165. doi:10.1080/1351034042000234576. Archivado desde el original el 9 de agosto de 2017.
181. ↑  Thaweesak, Surapot (17 de junio de 2016). «เรียนรู้จากปัญหาธรรมกาย ผ่านมุมมองประเวศ วะสี» [Las lecciones aprendidas a partir del problema de Dhammakaya, de Prawet Wasi de la perspectiva de la]. Prachatai (en tailandés). Consultado el 26 de diciembre de 2017.
182. ↑  Thaweesak, Surapot (9 de enero de 2017). «พ.ร.บ.สงฆ์และศาสนจักรคือเครื่องมือรับใช้อุดมการณ์อนุรักษ์นิยม» [La Sangha Ley y el dominio de la religión servir a los ideales conservadores]. Prachatai (en tailandés). Consultado el 27 de diciembre de 2017.
183. 1 2 3 4 5  Zehner, 2005, p. 2325.
184. ↑  Newell, 2008, p. 82.
185. ↑  Mackenzie, 2007, p. 76.
186. ↑  Scott, 2009, pp. 66, 79.
187. ↑  Fuengfusakul, 1998, p. 82–4.
188. ↑  Tanabe, Shigeharu (2016). «Resistance through Meditation: Hermits of King's Mountain in Northern Thailand».  En Oscar Salemink, ed. Scholarship and Engagement in Mainland Southeast Asia: A festschrift in honor of Achan Chayan Vaddhanaphuti. Silkworm Books. ISBN 9786162151187.
189. ↑  Newell, 2008, p. 256.
190. 1 2  Scott, 2009, p. 80.
191. ↑  Fuengfusakul, 1998, p. 84.
192. ↑  Zehner, 2005.
193. ↑  Fuengfusakul, 1993.
194. ↑  Mackenzie, 2007, p. 103.
195. 1 2  Fuengfusakul, 1998, p. 88.
196. ↑  Cheng, Tun-jen; Brown, Deborah A. (2015). Religious Organizations and Democratization: Case Studies from Contemporary Asia. Routledge. ISBN 978-1-317-46105-0.
197. ↑  Scott, Rachelle M. (2016). «Contemporary Thai Buddhism».  En Jerryson, Michael, ed. The Oxford Handbook of Contemporary Buddhism. Oxford University Press. p. 203. ISBN 978-0-19-936238-7.
198. ↑  Falk, Monica Lindberg (2007). Making fields of merit: Buddhist female ascetics and gendered orders in Thailand. Copenhagen: NIAS Press. ISBN 978-87-7694-019-5.
199. ↑  Mackenzie, 2007, pp. 32–3.
200. ↑  Fuengfusakul, 1998, pp. 99–101.
201. ↑  Newell, 2008, p. 235.
202. ↑  Satha-Anand, 1990, p. 401.
203. ↑  Zehner, 1990.
204. ↑  Mackenzie, 2007, p. 31.
205. 1 2 3 4  Fuengfusakul, 1993, p. 173.
206. 1 2 3  Harvey, 2013, p. 390.
207. ↑  Scott, 2009, p. 77.
208. ↑  McDaniel, Justin (2006). «Buddhism in Thailand: Negotiating the Modern Age».  En Berkwitz Berkwitz, Stephen C. Stephen C., ed. Buddhism in World Cultures: Comparative Perspectives. Santa Barbara, California: ABC-CLIO. ISBN 1-85109-787-2.
209. ↑  Newell, 2008, p. 242.
210. ↑  Fuengfusakul, 1998, pp. 95–6.
211. ↑  Harvey, 2013, p. 389.
212. 1 2  Williams, 2008, p. 126.
213. ↑  Scott, Rachelle M. (2009), page 138.
214. ↑  พระธรรมปิฎก (ป. อ. ปยุตฺโต) (1996). กรณีธรรมกาย : เอกสารเพื่อพระธรรมวินัย. กรุงเทพฯ: มูลนิธิพุทธธรรม. ISBN 974-575-455-2. (in Thai)
215. ↑  Mackenzie, Rory (2007), page 51.
216. ↑  Pornchokchai, Sopon (2 de marzo de 2017). «ธรรมกายกับสมเด็จ ป.อ. ปยุตโต» [Dhammakaya y Somdet P. A. Payutto]. Lok Wannee. Consultado el 7 de enero de 2018.
217. ↑  Thanavuddho, Phra Somchai (1999). นิพพานเป็นอัตตาหรืออนัตตา [Es el Nirvana atta o anatta?] (en tailandés). Bangkok: Pradipat. ISBN 974-7308-18-5. Archivado desde el original el 18 de enero de 2005.
218. ↑  Mackenzie, Rory (2007), page 52.
219. 1 2  Mackenzie, 2007, p. 51.
220. ↑  Chalermsripinyorat, Rungrawee (2002). «Doing the Business of Faith: The Capitalistic Dhammakaya Movement and the Spiritually-thirsty Thai Middle Class». Manusya: Journal of Humanities 5 (1): 14-20.
221. 1 2  Fuengfusakul, 1993, p. 171.
222. ↑  McDaniel, 2010, p. 662.
223. ↑  Zehner, 1990, p. 416.
224. ↑  Fuengfusakul, 1993, p. 172.
225. 1 2  Litalien, 2010, p. 133.
226. ↑  Bunbongkarn, Suchit (1 de enero de 2000). «Thailand: Farewell to Old-Style Politics?». Southeast Asian Affairs (ISEAS, Yosuf Ishak Institute): 285-95. JSTOR 27912257.
227. 1 2 3 4  Zehner, 2013, p. 192.
228. ↑  Scott, 2009, p. 56.
229. ↑  Fuengfusakul, 1998, pp. 101–3.
230. ↑  Fuengfusakul, 1998, pp. 103–4.
231. ↑  Taylor, 1989, p. 124.
232. ↑  Litalien, 2010, p. 110.
233. ↑  Taylor, 1989, p. 123.
234. ↑  Seeger, 2006, p. 7.
235. ↑  Scott, 2009, pp. 55, 92.
236. ↑  Fuengfusakul, 1993, p. 167.
237. ↑  Seeger, 2006, pp. 1, 6.
238. ↑  Harvey, 2013, pp. 390–1.
239. ↑  Rhys Davids, Thomas W.; Stede, William (1921). The Pali-English Dictionary (1 edición). Chipstead: Pali Text Society. pp. 76-7. ISBN 9788120811447.
240. ↑  Sritong-on, 2004, p. 40, 43–4, 160.
241. ↑  Aphiwan, Phuttha (2 de junio de 2016). «สอนธรรมโดยธัมมชโย อวดอุตริ?» [Dhammachayo del Dhamma enseñanza: reclamando superior humanos de los estados?]. Amarin TV (en tailandés). Consultado el 20 de noviembre de 2016.
242. ↑  «ไขเสียงสวรรค์ธรรมกาย วลีเด็"ชิตัง เม โป้งรวย"» [Descifrar Dhammakaya del one-liner "Cittam mí, bang, rico!"]. Daily News (Thailand) (en tailandés) (Sri Phrayakarn Pim). 28 de febrero de 2017. Consultado el 13 de marzo de 2017.
243. ↑  Scott, 2009, pp. 83, 103.
244. ↑  Speece, Mark (13 de julio de 2015). Urban Middle-Class Buddhist Reform Movements in Thailand: Economic Systems and Business Ethics. Proceedings of the 41st Annual Macromarketing Conference. Berlin: Social Science Research Network. pp. 287-8. SSRN 2811658.
245. ↑  Litalien, 2010, pp. 141, 147.
246. ↑  Bhumi-anand, Petchara. Buddhism and Economy : A Case Study on Economic ideas of Buddhist Devotees of Wat Phradhammakaya and Santi Asoke Buddhist Center (M.A. thesis). Mahidol University, Comparative Religion.
247. ↑  «คณะสงฆ์ 30,000 กว่าวัดทั่วประเทศ เจริญพระพุทธมนต์» [30,000 templos nacional de canto textos Budistas]. Prachachat Thurakit (en tailandés). 28 de abril de 2014. p. 11. Consultado el 3 de diciembre de 2016 – via Matichon E-library. (requiere suscripción).
248. ↑  Chalermsripinyorat, Rungrawee (2002). «Doing the Business of Faith: The Capitalistic Dhammakaya Movement and the Spiritually-thirsty Thai Middle Class». Manusya: Journal of Humanities 5 (1): 14-20.
249. ↑  Gearing, Julian (30 de diciembre de 1999). «Buddhist Scapegoat?: One Thai abbot is taken to task, but the whole system is to blame». Asiaweek. Archivado desde el original el 25 de junio de 2009.
250. 1 2  Mackenzie, 2007, p. 55.
251. ↑  Mackenzie, Rory (2007), page 30.
252. ↑  Mackenzie, 2007, pp. 69, 89, 96.
253. ↑  Fuengfusakul, 1998, pp. 70–7.
254. ↑  «พระหายาก: สรุปสถานการณ์หลังใช้ ม.44 ก่อนและหลังปิดล้อมวัดพระธรรมกาย» [Un monje que es difícil de encontrar: resumen de la situación después de usar la sección 44, antes y después de bloqueo de seguridad]. Prachatai (en tailandés). 16 de marzo de 2017. Consultado el 24 de diciembre de 2017.
255. ↑  Chattinawat, Nathathai (2009). สถานภาพของแม่ชี: กรณีศึกษาแม่ชีวัดปากน้ําภาษีเจริญ กรุงเทพฯ [Monja del estado: Un Estudio de Caso de Wat Paknam Bhasicharoen] (M.A. thesis) (en tailandés). College of Interdisciplinary Studies, Thammasat University. p. 71. Archivado desde el original el 23 de marzo de 2016.
256. 1 2  Scott, Rachelle M. (2009), page 141.
257. ↑  Gearing, Julian (30 de diciembre de 1999). «Buddhist Scapegoat?: One Thai abbot is taken to task, but the whole system is to blame». Asiaweek. Archivado desde el original el 25 de junio de 2009.
258. ↑  Aglionby, John (26 de marzo de 1999). «A case of greed or bad karma?». The Guardian. Consultado el 16 de noviembre de 2016.
259. ↑  Laopet, Jomquan (15 de diciembre de 2016). «อดีตวิศวกรเคมี อ้างทำบุญวัดพระธรรมกายจนหมดตัว» [Ex ingeniero químico afirma que hacer méritos con el Wat Phra Dhammakaya que le causa la ruina]. Thai Rath (en tailandés) (Wacharapol). Consultado el 26 de abril de 2017.
260. ↑  Ekmahasawat, Danai (15 de diciembre de 2016). «กลธรรมกายหลอกทำบุญหมดตัว 1». Spring News (en tailandés). Consultado el 26 de abril de 2017.
261. ↑  Gearing, Julian (30 de diciembre de 1999). «Buddhist Scapegoat?: One Thai abbot is taken to task, but the whole system is to blame». Asiaweek. Archivado desde el original el 25 de junio de 2009.
262. ↑  Jackson, Peter A. (11 de enero de 1999). «Royal spirits, Chinese gods, and magic monks: Thailand's boom-time religions of prosperity». South East Asia Research (IP Publishing) 7 (3): 246. JSTOR 23746841.
263. ↑  Scott, 2009, pp. 3, 13, 132.
264. ↑  Kao, Grace Y.M. (2014). «The logic of anti-proselytization, revisited».  En Hackett Hackett, Rosalind I.J. Rosalind I.J., ed. Proselytization Revisited: Rights Talk, Free Markets and Culture Wars. Routledge. pp. 79-82, 87-91. ISBN 978-1-317-49109-5. (requiere suscripción).
265. ↑  Scott, Rachelle M. (2014). «Merit and the Search for Inner Peace: The Discourses and Technologies of Dhammakaya Proselytization.».  En Hackett Hackett, Rosalind I.J. Rosalind I.J., ed. Proselytization Revisited: Rights Talk, Free Markets and Culture Wars. Routledge. p. 247. ISBN 978-1-317-49109-5.
266. ↑  Taylor, 2007, pp. 8–9.
267. ↑  Vasi, 1998, p. 29.
268. ↑  Scott, 2009, pp. passim.
269. ↑  Goodman, Charles (2009). Consequences of Compassion: An Interpretation and Defense of Buddhist Ethics. Oxford University Press. ISBN 978-0-19-988845-0.
270. ↑  Davis, Winston (1987). «Wealth».  En Jones, Lindsay, ed. Encyclopedia of Religion 14 (2 edición). Detroit: Thomson Gale. p. 9708. ISBN 0-02-865983-X. Archivado desde el original el 2 de marzo de 2017.
271. ↑  Scott, 2009, pp. 30–2, 97.
272. ↑  Scott, 2009, pp. 90–1, 126.
273. ↑  Skilling, 2005, p. 9833.
274. ↑  Kittiwongsakul, Pornchai (7 de marzo de 2016). «Buddhist sects’ feuding could grow into proxy war of Thai political camps». Stratfor. Agence France-Presse. Consultado el 25 de diciembre de 2016 – via The Manila Times. (requiere suscripción).
275. ↑  Pochanalawan, Pinyapan (5 de octubre de 2013). «เก็บความเสวนา หลัง 14 ตุลา: วิหารไม่ว่างเปล่า» [Notas de debate 'Después de la Thammasart Masacre: El templo no está vacío"]. Prachatai (en tailandés). Consultado el 27 de diciembre de 2017.
276. ↑  Cousins, L.S. (1996). «The Origins of Insight Meditation».  En Skorupski Skorupski, T. T., ed. The Buddhist Forum: Seminar Papers, 1994–1996 (London: University of London, School of Oriental and African Studies). p. 39.
277. ↑  Cousins, L.S. (1997). «Aspects of Esoteric Southern Buddhism».  En Connolly, Peter; Hamilton, Sue, eds. Indian insights: Buddhism, Brahamanism and bhakti. London: Luzac Oriental. p. 188. ISBN 1-898942-15-3. Archivado desde el original el 18 de marzo de 2016. Consultado el 24 de marzo de 2018.
278. ↑  McCargo, Duncan (2016). «The politics of Buddhism in Southeast Asia».  En Haynes, Jeff, ed. Religion, Globalization and Political Culture in the Third World (Springer). p. 219. ISBN 978-1-349-27038-5.
279. ↑  Taylor, Jim (2008). Buddhism and Postmodern Imaginings in Thailand: The Religiosity of Urban Space. Ashgate Publishing. ISBN 978-0-7546-6247-1. Consultado el 18 de septiembre de 2016.
280. ↑  Zehner, 1990, p. 417.
281. ↑  Mackenzie, 2007, pp. 44, 46, 87–8.
282. ↑  Fuengfusakul, 1993, p. 181.
283. ↑  Schedneck, Brooke (15 de mayo de 2015). «The Field of international Engagement with Thai Meditation Centers». Thailand's International Meditation Centers: Tourism and the Global Commodification of Religious Practices. Routledge. ISBN 978-1-317-44938-6.
284. ↑  Scott, 2009, p. 82.
285. ↑  Zehner, 2013, p. 196.
286. 1 2 3  Taylor, 2007, p. 8.
287. ↑  «ธรรมกายเกณฑ์ นส. ซ้อมงานปีใหม่» [Dhammakaya convoca a los alumnos a hacer el ensayo para la Ceremonia del Año Nuevo]. Matichon (en tailandés). 27 de diciembre de 1999. p. 20. Consultado el 15 de diciembre de 2016 – via Matichon E-library. (requiere suscripción).
288. ↑  Thammachayō, Thattachīwō y Tawandhamma Foundation, 2007, p. 53.
289. ↑  Fuengfusakul, 1998, pp. 48, 59.
290. ↑  Sritong-on, 2004, pp. 56–7, 160, 194.
291. ↑  McDaniel, Justin (2006). «Buddhism in Thailand: Negotiating the Modern Age».  En Berkwitz Berkwitz, Stephen C. Stephen C., ed. Buddhism in World Cultures: Comparative Perspectives. Santa Barbara, California: ABC-CLIO. ISBN 1-85109-787-2.
292. ↑  Taylor, 1989, p. 122.
293. ↑  Seeger, 2006, p. 9.
294. ↑  Litalien, 2010, p. 124.
295. ↑  Mackenzie, 2007, pp. 61, 92.
296. ↑  Fuengfusakul, 1998, pp. 95–8.
297. ↑  Newell, 2008, p. 17.
298. ↑  Fuengfusakul, 1998, pp. 40–1, 132.
299. ↑  PR Department Team (19 de diciembre de 1998). «เอกสารชี้แจงฉบับที่ 2/2541-พระราชภาวนาวิสุทธิ์กับการถือครองที่ดิน» [Anuncio 2/2541-Phrarajbhavanavisudh y la propiedad de la tierra] (en tailandés). Patumthani: Dhammakaya Foundation. Archivado desde el original el 12 de marzo de 2005.
300. ↑  «แกะรอยคดี 'พระธัมมชโย' ฟอกเงินรับของโจร» [Análisis de Phra Dhammajayo la demanda de blanqueo de capitales y ganancias mal habidas]. Voice TV (en tailandés) (Digital TV Network). 30 de marzo de 2016. Consultado el 19 de noviembre de 2016.
301. ↑  Litalien, 2010, p. 134.
302. ↑  McCargo, 1999.
303. ↑  Fuengfusakul, 1993, pp. 154, 160.
304. ↑  Litalien, 2010, p. 128.
305. ↑  Scott, 2009, p. 84.
306. ↑  Fuengfusakul, 1993, p. 155.
307. ↑  Fuengfusakul, 1998, p. 41.
308. ↑  Yimprasert, Sutchchai (27 de febrero de 2017). «ธรรมกายในประวัติศาสตร์» [La historia de Dhammakaya]. Lok Wan Nee (en tailandés). Consultado el 13 de marzo de 2017.
309. 1 2  Fuengfusakul, 1993, pp. 155–8.
310. ↑  Fuengfusakul, 1998, p. 38.
311. ↑  Chalermsripinyorat, Rungrawee (2002). «Doing the Business of Faith: The Capitalistic Dhammakaya Movement and the Spiritually-thirsty Thai Middle Class». Manusya: Journal of Humanities 5 (1): 14-20.
312. ↑  Taylor, Jim (2008). Buddhism and Postmodern Imaginings in Thailand: The Religiosity of Urban Space. Ashgate Publishing. ISBN 978-0-7546-6247-1. Consultado el 18 de septiembre de 2016.
313. ↑  Fuengfusakul, 1998, p. 45.
314. 1 2 3  Scott, 2009, p. 102.
315. 1 2  Chalermsripinyorat, Rungrawee (2002). «Doing the Business of Faith: The Capitalistic Dhammakaya Movement and the Spiritually-thirsty Thai Middle Class». Manusya: Journal of Humanities 5 (1): 14-20.
316. 1 2  Fuengfusakul, 1998, p. 76.
317. ↑  Sritong-on, 2004, pp. 39–40, 180.
318. 1 2  Taylor, Jim (2008). Buddhism and Postmodern Imaginings in Thailand: The Religiosity of Urban Space. Ashgate Publishing. ISBN 978-0-7546-6247-1. Consultado el 18 de septiembre de 2016.
319. ↑  Zehner, 1990, pp. 416–7.
320. ↑  Scott, Rachelle M. (2016). «Contemporary Thai Buddhism».  En Jerryson, Michael, ed. The Oxford Handbook of Contemporary Buddhism. Oxford University Press. p. 203. ISBN 978-0-19-936238-7.
321. ↑  Fuengfusakul, 1998, pp. 31–2.
322. ↑  «Architectural Design Awards». Archivado desde el original el 24 de septiembre de 2007. Consultado el 7 de junio de 2016.
323. 1 2 3 4 5 6 7 8 9 10  «พระหายาก: สรุปสถานการณ์หลังใช้ ม.44 ก่อนและหลังปิดล้อมวัดพระธรรมกาย» [Un monje que es difícil de encontrar: resumen de la situación después de usar la sección 44, antes y después de bloqueo de seguridad]. Prachatai (en tailandés). 16 de marzo de 2017. Consultado el 24 de diciembre de 2017.
324. ↑  Seeger, 2006, p. 11.
325. ↑  Taylor, 2007, pp. 11–2.
326. ↑  Seeger, Martin (16 de septiembre de 2009). «The Changing Roles of Thai Buddhist Women: Obscuring Identities and Increasing Charisma». Religion Compass 3 (5): 811. doi:10.1111/j.1749-8171.2009 (inactivo Jueves, 23 de marzo de 2017).
327. ↑  Dhammakaya Foundation, 2005, pp. 132–3.
328. ↑  Walsh, John (2013). «Management of Foreign Teachers in International Educational Institutes in Thailand». Journal of Education and Vocational Research 4 (8): 233-4.
329. ↑  «สร้างมหาวิหารพระมงคลเทพมุนี» [La construcción de la gran memorial de Phra Mongkolthepmuni]. Dokbia Thurakit (en tailandés). 10 de septiembre de 2001. p. 11. Consultado el 5 de diciembre de 2016 – via Matichon E-library. (requiere suscripción).
330. ↑  Fuengfusakul, 1998, p. 56.
331. ↑  «Visitor's Zone». Dhammakaya Foundation. 19 de octubre de 2006. Archivado desde el original el 19 de octubre de 2006.
332. ↑  Mackenzie, 2007, pp. 41–2, 46–7.
333. ↑  Snodgrass, 2003, p. 177.
334. ↑  Scott, 2009, p. 1.
335. ↑  Taylor, 2007, p. 11.
336. ↑  Hutter, Manfred; Loseries, Andrea; Linder, Julia; Frasch, Tilman; Schicklgruber, Christian (2016). Theravāda-Buddhismus und Tibetischer Buddhismus [El Budismo Theravāda y el Budismo Tibetano]. Buddhism (en alemán) II. Kohlhammer. ISBN 3-17-028499-1.
337. ↑  «The Visitor's Zone». Dhammakaya Foundation. Archivado desde el original el 7 de diciembre de 2006.
338. ↑  «29 ปีบนเส้นทาฃธรรม» [29 años en el camino del Dhamma]. Dokbia Thurakit (en tailandés). 1 de marzo de 1999. p. 1.
339. ↑  Mackenzie, 2007, pp. 62–3.
340. ↑  Srirueanthong, Man (2015). «เทคโนโลยีการก่อสร้างอาคารทรงกลมโครงสร้างถักสานด้วยเทคโนโลยีคอนกรีตสำเร็จรูป» [La construcción de una esfera Esqueleto de la Estructura de la Trama por la Tecnología de los Prefabricados de Hormigón]. Journal of Thailand Concrete Association (en tailandés) 3 (1).
341. ↑  «ธรรมกายร้องทบทวนใช้มาตรา 44» [Dhammakaya pide a evaluar en el artículo 44 de]. Thai Rath (en tailandés) (Wacharapol). 17 de febrero de 2017.  Escena en 4:38. Consultado el 14 de marzo de 2017.
342. ↑  «ภาพมุมสูงของวัดพระธรรมกาย» [Vista superior de Wat Phra Dhammakaya]. TNN24 (en tailandés). 27 de mayo de 2016. Consultado el 11 de noviembre de 2016.
343. ↑  Chua, Lawrence (2016). «Contemporary Buddhist Architecture».  En Jerryson, Michael, ed. The Oxford Handbook of Contemporary Buddhism. Oxford University Press. pp. 441-2, 449. ISBN 978-0-19-936238-7.
344. ↑  Fuengfusakul, 1993, p. 154.

## Further reading
- Rohonyi, Réka (1996). Wat Phra Dhammakaya: A Refuge in the Midst of a Turbulent World – Analysis of a Contemporary Thai Buddhist Movement (senior thesis). Harvard University.
- Wiktorin, Pierre (2005). De Villkorligt Frigivna: Relationen mellan munkar och lekfolk i ett nutida Thailand [La libertad condicional: La relación entre los monjes y los laicos en la contemporánea Tailandia]. Lund Studies in African and Asian Religions (en sueco) 15. Stockholm: Almqvist and Wiksell International. ISBN 91-22-02118-3.